# 塔
塔是一种常见的东方传统建筑。本是佛教僧侶用作埋骨之用，佛教傳入東亞後，塔與當地傳統建築重樓融合，且擴展至其他用途，不限於僧侶埋骨，往後逐步演變成了楼阁式塔、密檐式塔、亭阁式塔、覆钵式塔、金刚宝座式塔、宝箧印式塔、五轮塔、多宝塔、无缝式塔等多种形态的塔，建筑平面从早期的正方形逐渐演变成了六边形、八边形乃至圆形，其间塔的建筑技术也不断进步结构日趋合理，所使用的材质也从传统的夯土
、木材扩展到了砖石、陶瓷、琉璃、金属等材料。在建筑学层面，塔其体量高大用料多样，在不同的地区地质条件不同，建塔技术也不同，对塔的建筑学研究涉及了材料力学、结构力学、土壤学、地质学等诸多方面。在东方文化中，塔的意义不仅仅局限于建筑学层面。塔承载了东方的历史、宗教、美学、哲学等诸多文化元素，是探索和了解东方文明的重要媒介。

## 塔的历史与发展
塔的全名叫“卒塔婆”或“窣堵坡”（羅馬化：stūpa），最早在印度出现，南亚地区的印度和尼泊尔的风格基本一致，这也影响到藏地的塔的样式，在这一地区文化同源，塔建风格有着很强的相似性。
随着佛教在其他地区的传播，塔的样式不同程度的与各地区的本土文化相融合，但依旧可以找到它们共同的源头。中国的塔是卒塔婆随着佛教传入後逐渐与本土的楼阁结合而产生的建筑式样，其名称“塔”也是“卒塔婆”简化而来，从土旁仍可以看出其土堆（坟墓）特征的源头。东南亚的塔是与中国塔平行发展的脉系，这一地区的国家，如缅甸、泰国、印度尼西亚等，他们的塔建风格都有着密切的关系。东亚地区韩国和日本受中国文化的影响很深，受印度的影响较为间接，所以这一地区的塔与中国塔的风格很相近，楼阁式塔成为这一地区的特色。藏地的覆钵式塔实际上也是从汉地传入的样式，不过汉地後来几乎都成了楼阁式塔，和印度卒塔婆形式接近的覆钵式塔反而罕见。

## 塔的建筑学
佛塔一般建在寺院里，个别的塔在寺院的外侧。凡是历史悠久的古老寺院都建有塔，所以有“有塔必有寺”之说。但因为年代悠久，历史的变迁使许多寺院遭受了毁坏，有些塔有幸保留，这在当前也是常见的事情。

### 塔的材质

#### 土塔
夯土建筑是建筑史早期常见的一种建筑形式，夯土建筑取材方便建造简单所需成本少，曾经是非常经济和流行的一种建筑方式，塔亦有少部分为夯土建筑。但是由于塔一般都高大而纤细，夯土本身的力学性质并不适合建筑高塔，此外夯土塔的建筑和保存还受到气候的影响，土质松软降水丰沛的地区很难建筑和保存高大的夯土塔。因而保留下来的夯土塔数量很少并主要集中在降水量较少黄土资源丰富的中国西北地区，且夯土塔的主要形制多为体形较为矮胖的覆钵式塔。
在现存为数不多的夯土塔中，最为著名的当属西夏王陵中的夯土高塔，西夏王陵中所建的塔原本以夯土为基础，表面覆盖精美的琉璃装饰，蒙古铁骑破西夏后，拆毁精美的王陵塔，但面对高大的夯土塔心却无能为力，因而这些土塔赤裸裸地保留至今。

#### 木塔

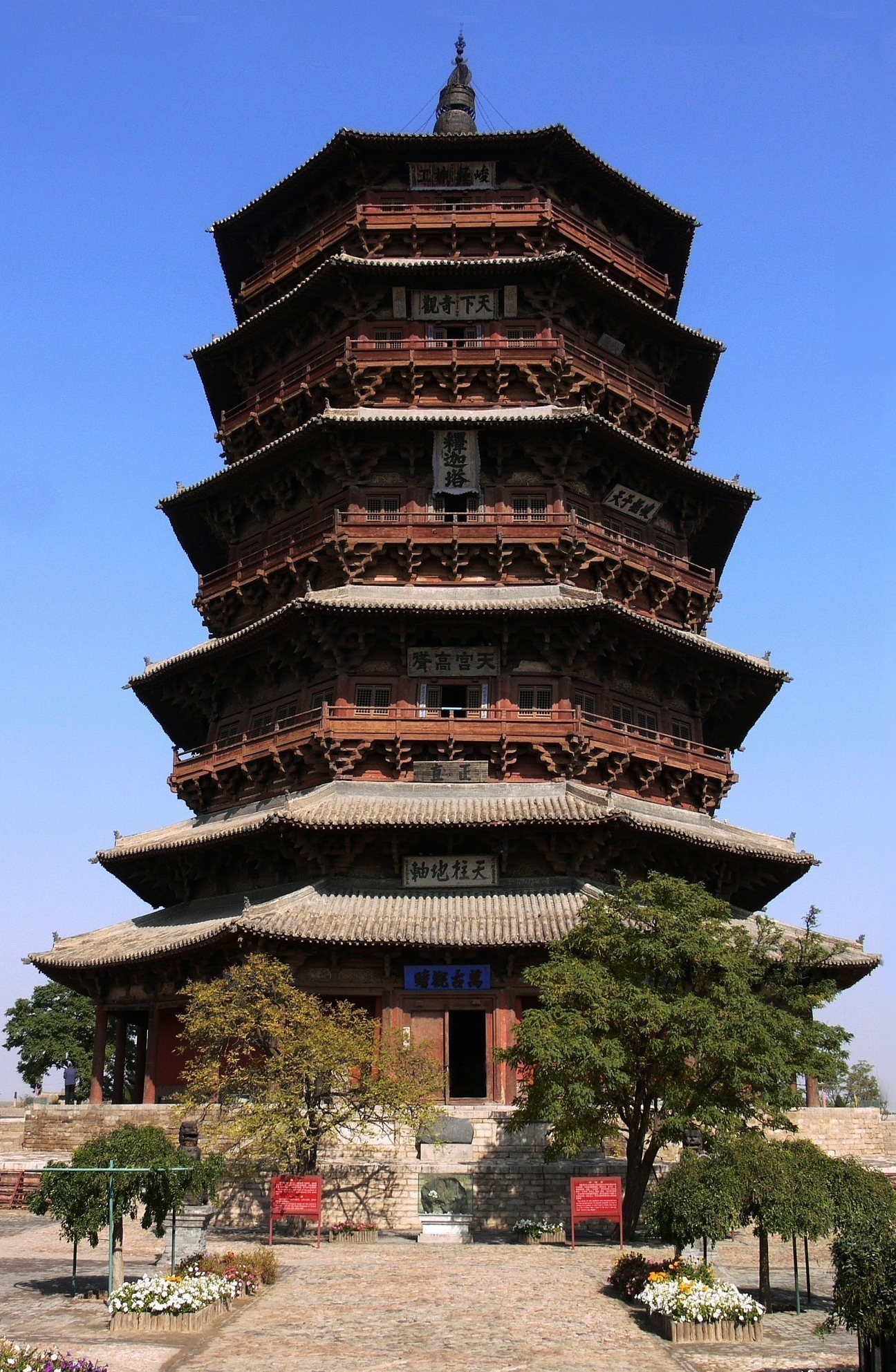
应县木塔

善用木构是中国传统建筑的一大特点，木塔也是在中土起源最早的塔，三国时期史料记载“上累金盘下为重楼”的塔就是在重楼的顶端加筑窣堵坡的建筑形式，不过这种下木上石的结构违背了材料本身的力学形制，加之年代久远没有保存至今者。历代所筑木塔均借鉴了很多宫殿建筑的元素和技术，从斗拱、椽、檩、枋、樑、柱等承重结构到门窗栏杆等非承重结构都与同时代的宫殿建筑非常相似。
早期木塔因为建筑技术的限制，常常在塔内用砖石或夯土筑起高台，作为木塔屹立的依托，各层的木构均直接或间接地与塔心地高台相连接。后期随着建筑技术的提高，塔中的高台被木质的中柱所取代，这极大地扩充了塔内地活动空间，是建筑技术的一大突破。但中柱的出现也限制了木塔高度的进一步提升，因为要想找到一根高大笔直的木材作为塔的中柱是非常困难的，而塔高也就被限制在中柱的高度上了。辽代建筑的山西应县木塔则是木塔建筑的又一个技术突破，应县木塔没有中柱，而是由每一层塔身周围的两圈木柱将塔的荷载层层向下传递，这种独特的力学设计比中柱式结构更合理、更坚固，也使得应县木塔历经近千年风雨而始终屹立不倒，成为现存最古老的木塔。

#### 砖塔

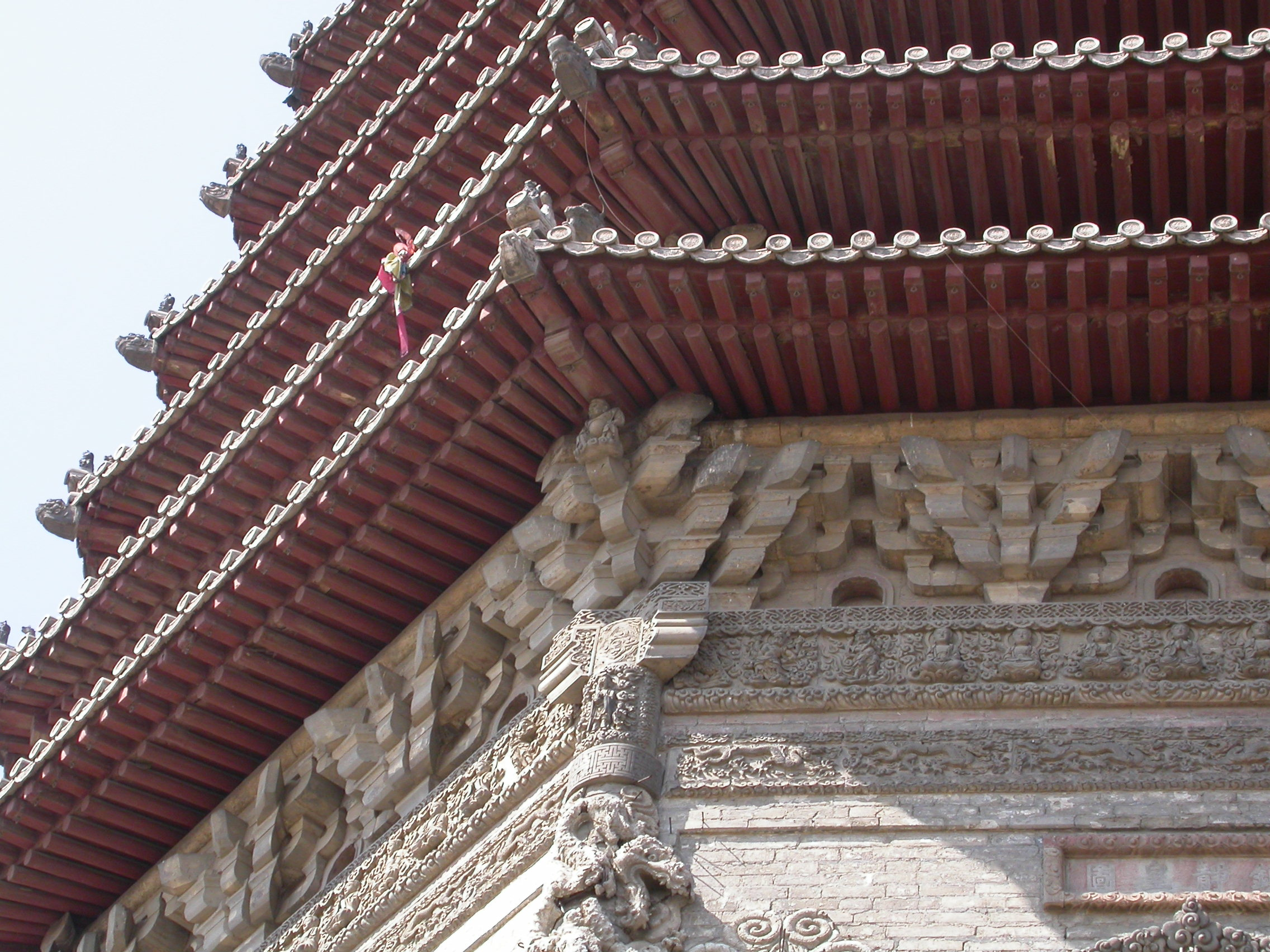
砖结构仿木构塔的斗拱

砖塔是各类塔中数量最多者，历经风雨保留下来的砖塔数量也比其他材质的塔多得多，这一点是由砖本身的材料性质所决定的，砖由粘土烧制，其在结构上的耐久性和稳定性与石材接近，远远胜于夯土和木料，确又具有有易于施工的特点，并且可以相对轻易地修筑出各种各样的造型和进行各式各样的雕刻加工，非常适合塔的建造，明清两代随着制砖工业的迅速发展，各类砖塔大量涌现，以至于难以见到由其他材料建筑的高塔了。
虽然砖的性质非常适合建筑塔，但是中国传统建筑中的砖塔在结构上大多模仿木构，斗拱梁柱枋椽额一应具全，这樣的结构美则美矣却不能充分发挥砖材本身性质上的优势，实际上已经成为筑塔技术的一种限制。砖塔的砌筑在塔内部多采用乱砌法，即塔砖在塔内随意紧密堆积，并无一定之规，这是由于塔身直径常常随着塔高变化而发生变化，只有乱砌法才能保证塔身曲线的变化，但是为了保证美观，塔身表面的砖块则须规则堆积，一般采用长身砌或长身丁头砌两种技法。
除了塔砖本身的堆积方式，塔砖之间的粘合也是对砖塔稳定性产生很大影响的因素，唐代砖塔多以黄泥为浆粘性稍差，自宋辽以后在黄泥浆中加入一定的石灰和稻壳，增加了黄泥浆的粘合力，从明代开始，砌塔则全部使用石灰浆，几乎见不到黄泥浆了，石灰浆的广泛使用使得明塔和清塔的稳定性有了一个极大的飞跃。以砖砌成的塔也有一些弊端，由于砖塔缝隙非常多，因而塔身上极容易生长植物，从小体形的杂草到树木，他们的根系深入塔身会极大地破坏塔的结构，造成塔的坍塌；另外构成砖塔的建筑材料体形很小，容易被人取下，著名的杭州雷峰塔就是被人们这样的窃砖活动击倒的。

#### 石塔
使用石料并非中国传统建筑所长，但由于石材本身的性质非常适合建造高塔，因而在塔中以石材为主要材料者也不算少数。石塔在体量上以小型塔居多，在用途上以木塔居多，常见的石塔有经幢式塔、宝箧印塔、多宝塔、覆钵式塔以及小型的密檐塔和楼阁式塔。只有很少的石塔体量高大，建筑这样的石塔需要比较高的建筑技术和技巧。这些石塔有的使用大石块有的使用大石条或大石板，更多的则是使用体积较小的石砖，依照砖塔的建筑方式构筑，在承重结构上则多仿照木构，由于石材和木材在材料性质上有着很大的差异，前者耐压而弹性较差，后者弹性好但承重能力不强，因而仿木构的石塔大多不能发挥石材性质上的优势，因而在一定程度上限制了石塔的发展。

#### 琉璃塔

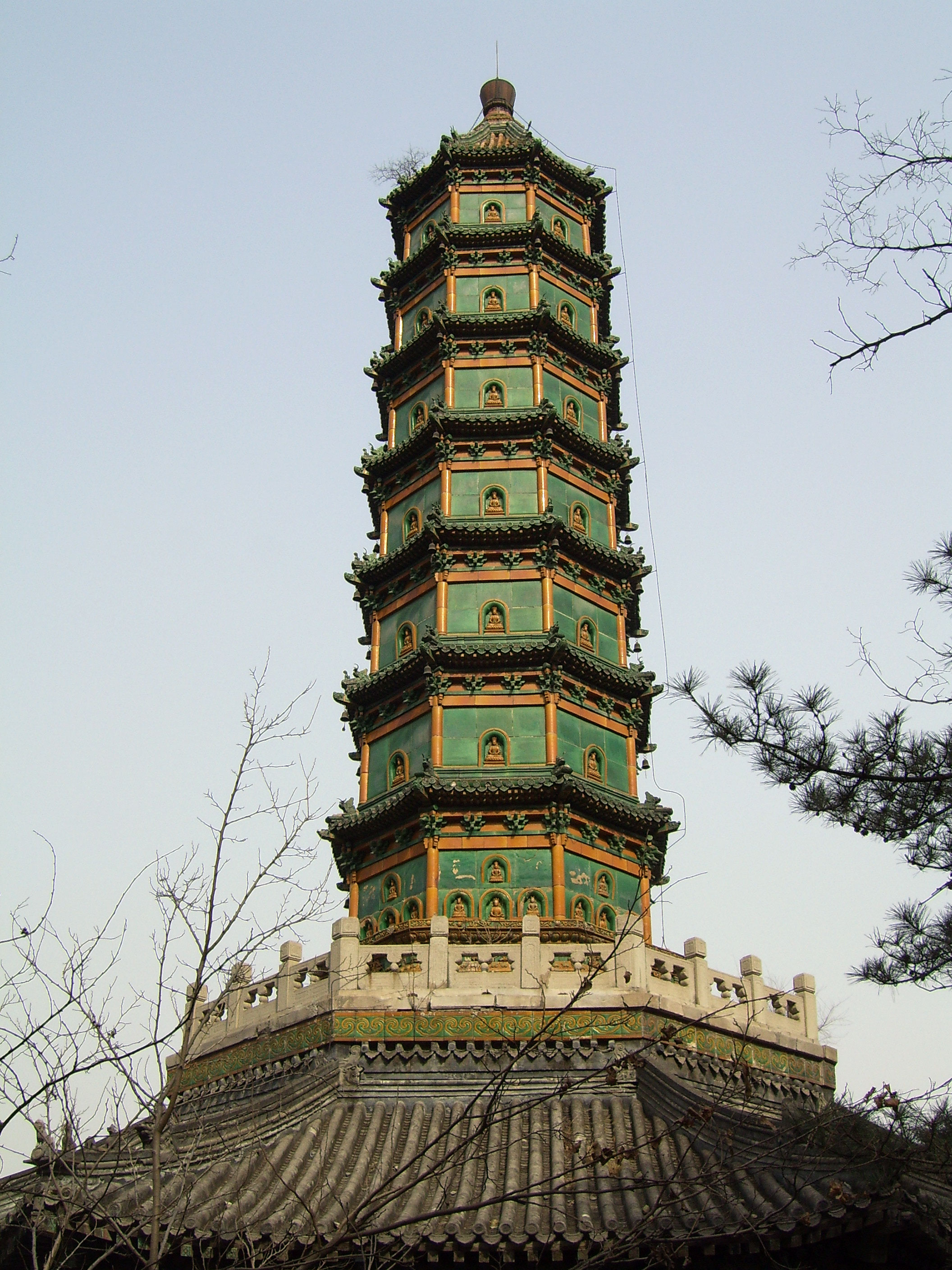
香山公園中的琉璃塔

从本质上讲，琉璃塔也是砖塔的一种，因为琉璃塔的琉璃仅仅贴附在塔的表面，塔的内部仍然是用砖砌筑的。琉璃是中国古代严格控制的一种建筑材料，仅有获得官方特许者才能够用琉璃来装饰建筑物，因此琉璃塔的数量非常少，现存的琉璃塔大多是经过皇家特许的敕建宝塔。
琉璃材料美观色彩多样，表面覆盖着一层光亮致密的釉层，因而可以很好地抵抗日晒风吹雨淋等风化作用，因而对保护建筑物起着非常重要地作用。不同的琉璃塔因为地位和经济状况不同使用琉璃的情况也各自不同，有的塔通体均被琉璃贴面包裹，有的仅仅在塔身的特定部位如转角、塔檐等处贴附琉璃，有的则用琉璃烧制出浮雕造像贴附在塔面。

#### 金属材质的塔

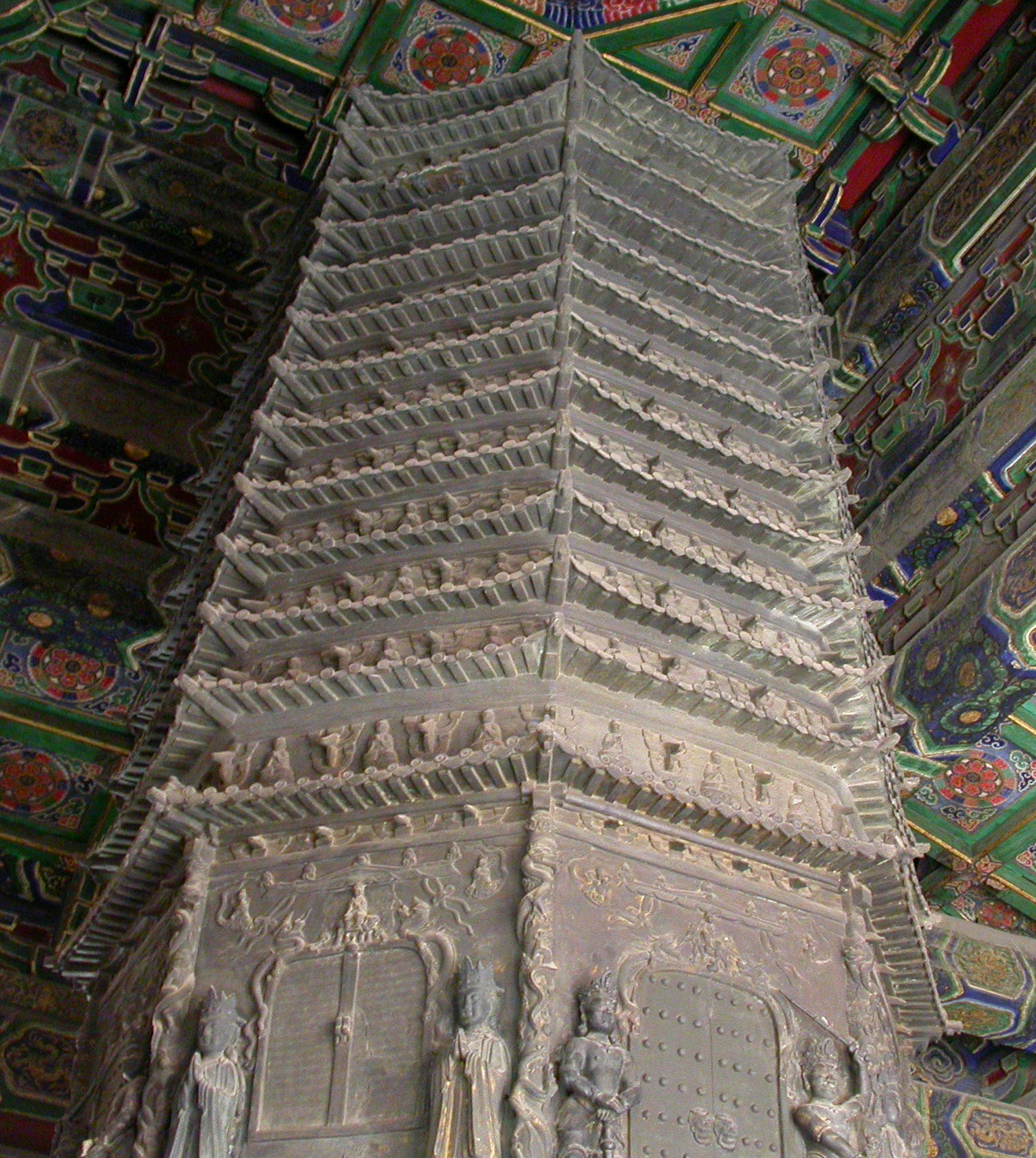
安放在北京万寿寺的铜合金多宝塔

金属材质的塔很少，体量也很小，大多是作为工艺品而存在的，常见的制塔的金属有：铁、铜、银、金等，金属塔大多整体铸造成型，由于金属铸造工艺本身的限制，高耸入云的金属塔非常少，有数的几个也是用铸造部件组装而成的，由于金属材料热膨胀系数普遍较木砖石等传统材质高而且多存在锈蚀的问题，因而金属材料并非砌筑高塔的良好材料。
作为建筑物的金属塔兴起于五代十国时期，由于铸造技术和成本的限制始终没有兴盛过，仅宋明两朝铸造过一定数量的铁质塔；作为工艺品的金属塔就相对常见得多了，它们大多以金银等贵重金属制成，造型精美建筑细部的描摹非常细腻，是中国古代金属铸造艺术的代表。

#### 香泥小塔
香泥小塔是以寺院中供奉的香为材料蘸湿打成泥雕塑的小型佛塔，是一种宗教法器而非建筑物。香泥小塔是藏传佛教常用的一种法器，塔多做覆钵式造型，下部筑有基座，基座上为一覆钵式塔肚，有些香泥小塔在塔肚上方还有塔脖子构成一个完整的覆钵式塔造型，有的则没有塔脖子，形成类似无缝式塔的造型。僧侣们一次制作一定数量的香泥小塔，供奉在佛前或者藏于大塔的地宫或宝顶中，在北京真觉寺金刚宝座塔、甘肃山丹县大喇嘛塔均有大量香泥小塔出土。

#### 其他材质的塔
除了上面提到的材质，还有使用其他材质砌筑的塔，如以象牙雕刻成的塔、玉雕塔、骨雕塔、陶瓷塔等，这些材质的塔大多不是作为建筑物存在，而是作为宗教法器或者工艺品存世。
塔的材质多种多样，除了上面提到的单一材质的塔，还有混合材质的塔，常见的有砖木混合、砖石混合、石木混合等等。

### 塔的结构

#### 地宫
由于塔最早是用来埋葬佛舍利的，传入中国后就与中国的墓葬文化结合起来，产生了地宫这种独特的形式，也有个中国特色很浓的名字“龙宫”。地宫要在建塔基之前修建，多为方形，也有六角形、八角形及圆形等。里面安放盛有舍利的大石函或小型石塔，以及佛经、佛像、供品等陪葬品。
著名的地宫有：陕西扶风法门寺塔地宫，北京天开塔地宫。

#### 基座

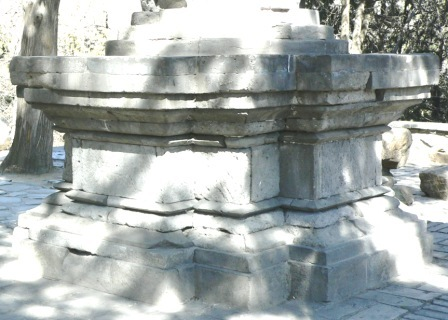
须弥座

基座覆盖在地宫只上，是塔身的基础，基座有须弥座，金刚座等几种。须弥座源于印度，象征佛教世界中心的须弥山，有独尊与稳固之意。密檐式塔就借助了这种造型作为塔基，使其更为雄伟。在须弥座束腰的每面都开有壶门形龛，常装饰各种图案，龛之间或转角处有力士或供养人像。

#### 塔身
塔身位于基座之上，是塔的主体，形式多样，是区分塔式样的主要依据。楼阁式塔和亭阁式塔把佛像供奉在塔身各层之内；密檐式塔无论是新空心还是实心都不能进入，佛像都雕刻在塔身之外。在各式塔中，楼阁式塔和密檐式塔塔身上的装饰最为丰富。

#### 塔刹

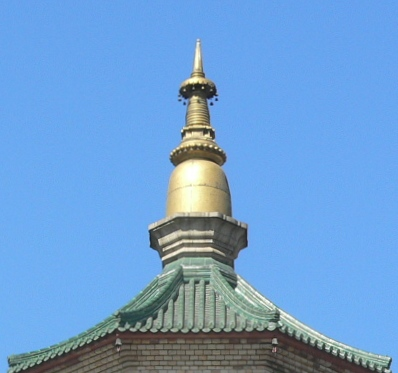
塔刹

塔刹，又名塔輪、相輪。位于塔的最高处，由印度佛教傘蓋演變而來，是“观表全塔”和塔上最为显著的标记。“刹”来源于梵文，意思为“土田”和“国”，佛教的引申义为“佛国”。各种式样的塔都有塔刹，所谓是“无塔不刹”。印度的窣堵坡传入后，与中国传统建筑相的结合演化中，塔刹成为塔顶攒尖收尾的重要部分。
塔刹作为塔显著的标志，一般用金属或砖石制成，一般塔刹本身也如一座小覆钵塔，分为刹座、刹身、刹顶三部分构成。

### 塔的样式
塔的建筑样式主要有：

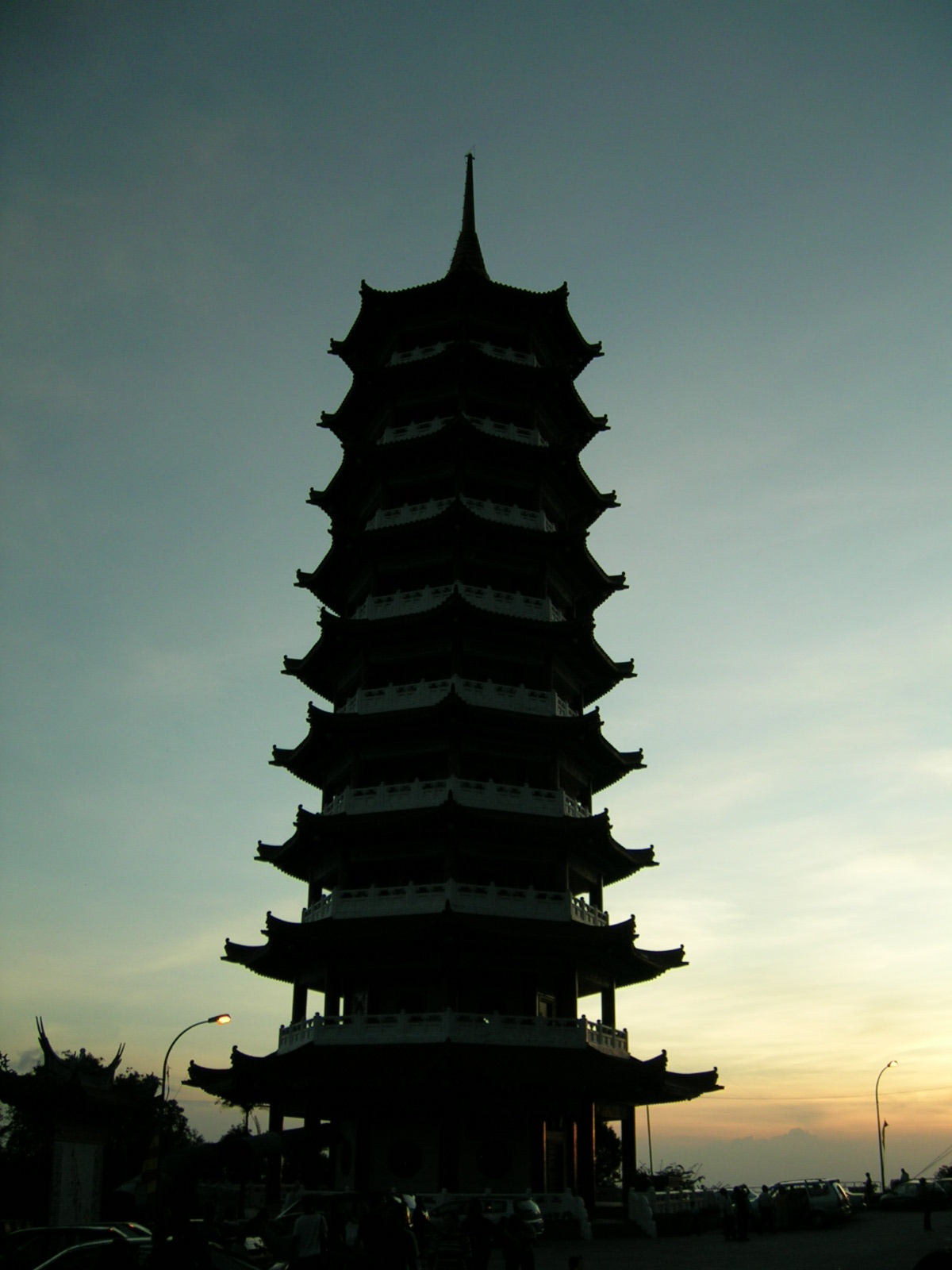
楼阁式塔
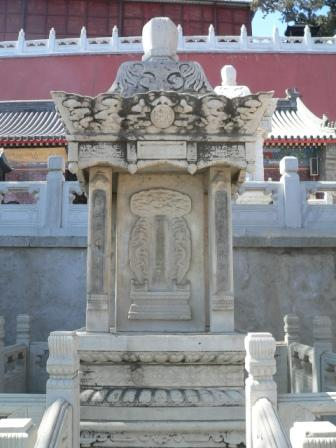
亭阁式塔
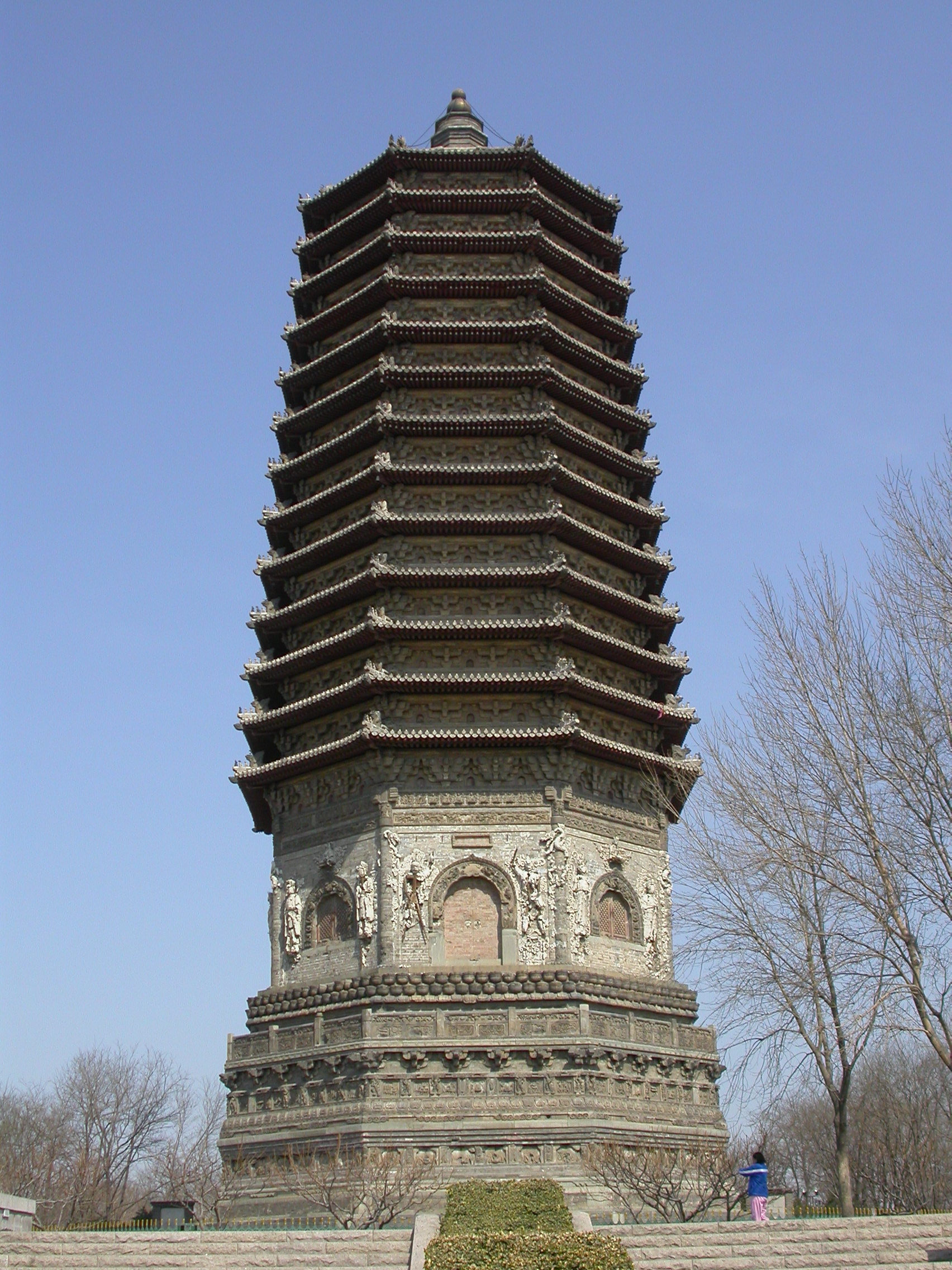
密檐式塔
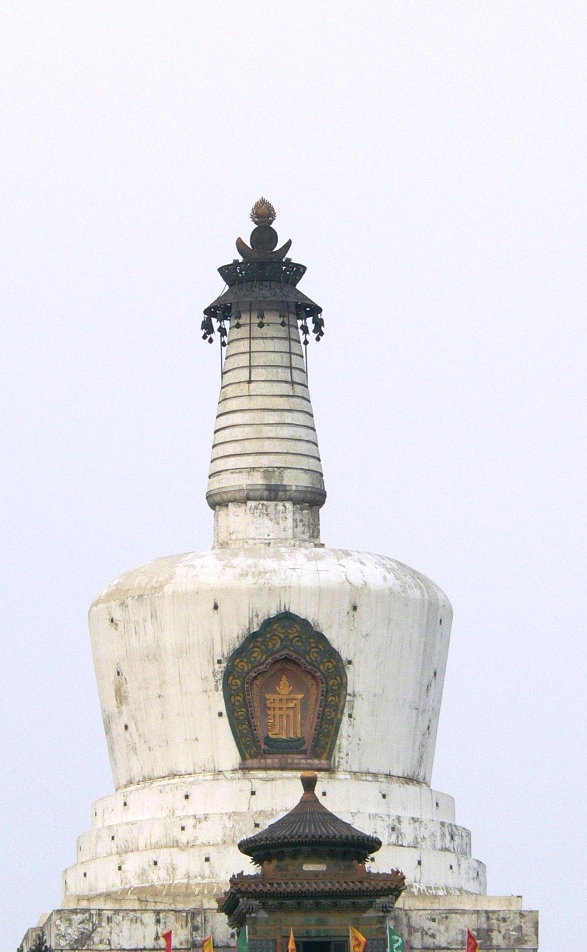
覆钵式塔
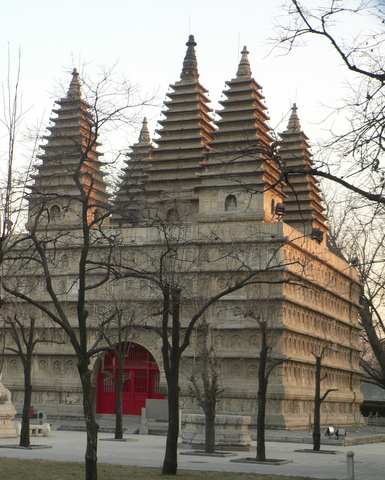
金刚宝座式塔
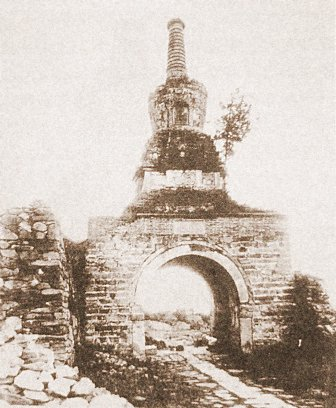
过街式塔
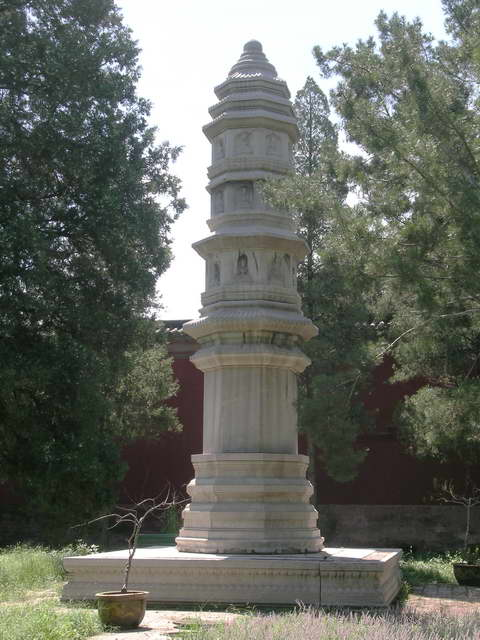
经幢式塔
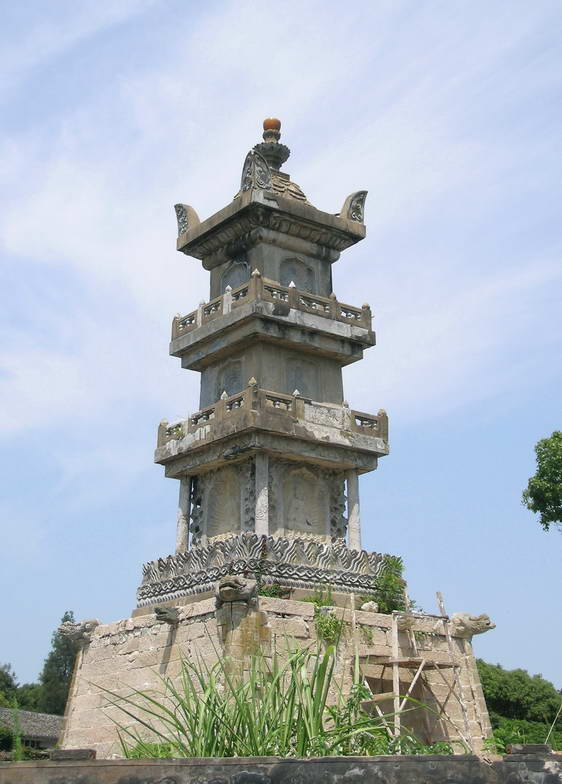
宝箧印式塔

其他形式还有：
- 无缝式塔
- 花式塔

除此以外还有支提式塔（石窟）等，除花式塔几种了一些建筑形式不是很固定的内容（如花塔、组合式塔等），其它形式的塔都有固定的形制和样式，形成历代延续的一种标准格式。详见各条目。

### 塔的装饰

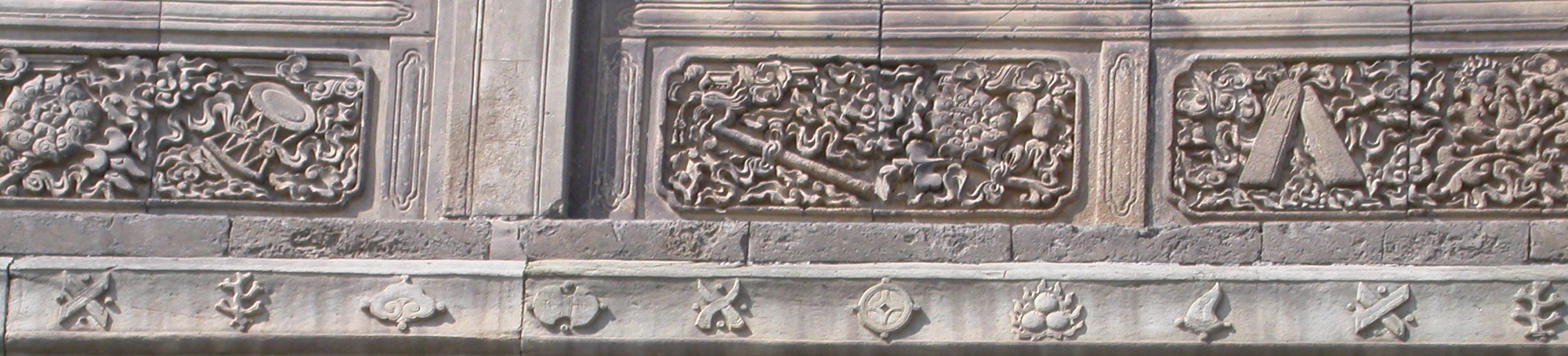
塔身的砖雕八宝装饰

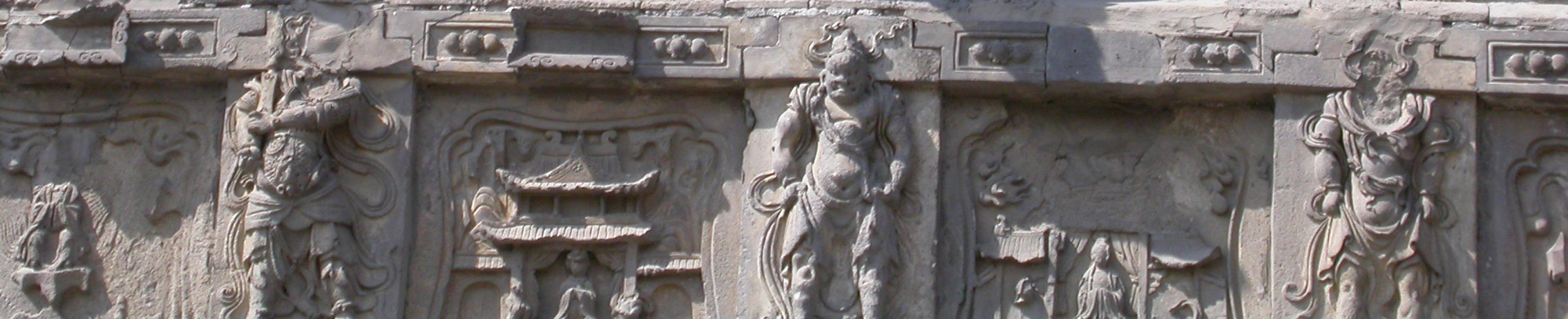
塔身的砖雕金刚装饰

#### 雕刻
塔身上或多或少都有些雕刻，当初意在宣扬佛教思想，实际上对塔起到了装饰的作用。塔身上的雕刻起源很早，有文字记载的可以追述至北魏时期。早期的装饰较粗犷，宋辽以后的雕塑面积越来越大，花样也越来越精细。塔上的雕刻多集中在塔基的部分，与人的视线平齐。所用材料多是砖石，因石材质地易于雕刻，所以石塔的装饰往往要多于砖塔。塔上雕刻的体裁很丰富，有动物（如狮和龙等）、植物（主要是莲花）、佛教人物（金刚力士、八大佛等）、建筑构件（如壸门、攀檐柱等）。文峰塔属于晚期建筑，其雕刻多为吉祥喜庆的内容，这些内容在佛塔上是没有的。

#### 佛像
佛像是雕刻中的一种重要的内容。佛教视塔为佛，塔身佛像有的在塔内，有的在塔外，用来表示对佛的崇敬。塔上供佛的主要题材多是以释迦牟尼为主体的形象或故事图。一座塔上雕刻哪些佛像要看其所属的宗派来确定。此外，塔门两侧常刻有金刚。

#### 建筑形象
砖石结构的塔一直模仿木结构，装饰图案多在塔身、塔顶、倚柱等处。图案内容丰富，如嵩岳寺塔的第一层塔身的八个面上各雕了一座宝箧印塔；山西崇福寺石塔的塔刹上刻出城楼、城门等图案。

#### 壶门
壶门即是佛龛，雕刻的式样很多，形状有方形、扁平、高檐等多种。多把门窗做成壶门的式样，塔壁上刻的龛窟，也常做壶门式样。辽代时壶门有了很大的发展，以后壶门成为塔上的一项重要的装饰形式。

#### 塔楼
塔楼是佛教建筑上的一种装饰，是一种预先作好的小型塔式楼阁，安装在佛殿或楼阁的正脊中心部位。佛教认为“塔即是佛、佛即是塔”，建塔楼的目的正是基于这种认识而表达的信仰与崇拜。塔楼实际上是塔的一种变体，它起源于浮图的最高部位都由塔刹来终结，将塔刹这个意义形象地运用于佛殿和楼阁上，就产生了塔楼。塔楼最早从北魏时开始出现，后来各朝代的佛教建筑上基本都做塔楼，各地区风格多样。现在山西各地的佛寺内大部分建筑上都放有塔楼，西藏、内蒙古、甘肃等地的藏传佛教寺庙使用塔楼也很多。

#### 色彩
塔上的色彩白色、青色、土黄色等多种，这些色彩与塔的材质、各地的土质、气候特点密切相关。一般，南方的塔多白色与土红色，北方的塔多青灰色，木塔多为本身木制色调，琉璃塔则色彩多样。塔内一般没有色彩，有的刷白灰来提高内部的亮度。宋及宋以前的塔因砌的不整齐，多用表面涂饰粉光是表面显得整齐。覆钵式塔普遍涂抹白灰，故常称为“白塔”。但这只是个习惯，实际上因为抹灰在一定时间内能起到保护塔身的作用，且显得整洁美观，南方和北方所建的许多样式的塔都会涂成白色。藏传佛教对塔等建筑涂设颜色是按教义来划分的。

#### 文字装饰
塔的文字装饰多可以作为塔的文字说明，又很重要的史料价值。一般塔上的文字装饰有塔匾（写有塔名）、横额与对联（吉祥或歌颂的词句，佛塔与文峰塔的内容不同）、塔碑（塔建历史）、砖铭（常镌刻时间、地点、工匠名等）、塔铭（可有建塔缘起、布施名单等）。

#### 塔铃
塔铃又名惊雀铃，为铜、铁铸成的铃铛，悬挂在塔的转角部级塔刹的拉链上，遇风吹而发出悦耳的声音，用来惊走飞鸟，起到保护建筑的作用。塔铃的个数与塔的层数和转角数有关。塔铃的形状多样，以圆形最多。早期塔上多用直筒式，到明清时多用如花的多边形。最早的塔铃出现在北魏时代。

#### 灯龛
佛教把灯列为佛千六种工具之一，因此在塔的内部或外壁常用砖砌出小龛，用来放油灯，每逢佛誕或法会时点灯以示庆祝。

### 塔的保护

#### 地震的破坏和防护
地震是对古塔最严重的一种破坏，根据史料记载，古塔因地震而倒塌破败者比例极高。地震主要破坏塔身的建筑结构，造成塔的坍塌，此外地震一般都会造成塔刹的脱落，有时也会造成地宫坍塌。地震的破坏程度与塔的体量有着密切的关系，平面面积愈小，高度愈高的塔遭到地震破坏的程度也愈高；塔的结构是另外一个影响因素，一般而言实心的结构比较坚固，能够更好地耐受地震的冲击；此外门窗斗拱塔檐等建筑细部也影响塔对地震的耐受程度，方形的门窗应力集中，容易造成塔身在地震中开裂，拱圈形的门窗应力分散，对地震相对不那么敏感；最后还有塔的年龄，越是古老的塔其建筑结构越松散，越容易在地震中坍塌。
总的来说，在面对地震时人们尚没有一个有效的方法来保护古塔，所能够做到的就是尽量维护古塔结构，使其抗震等级尽可能提高，以及在震后尽快对受损的塔进行修复。

#### 风化剥蚀的影响与防护

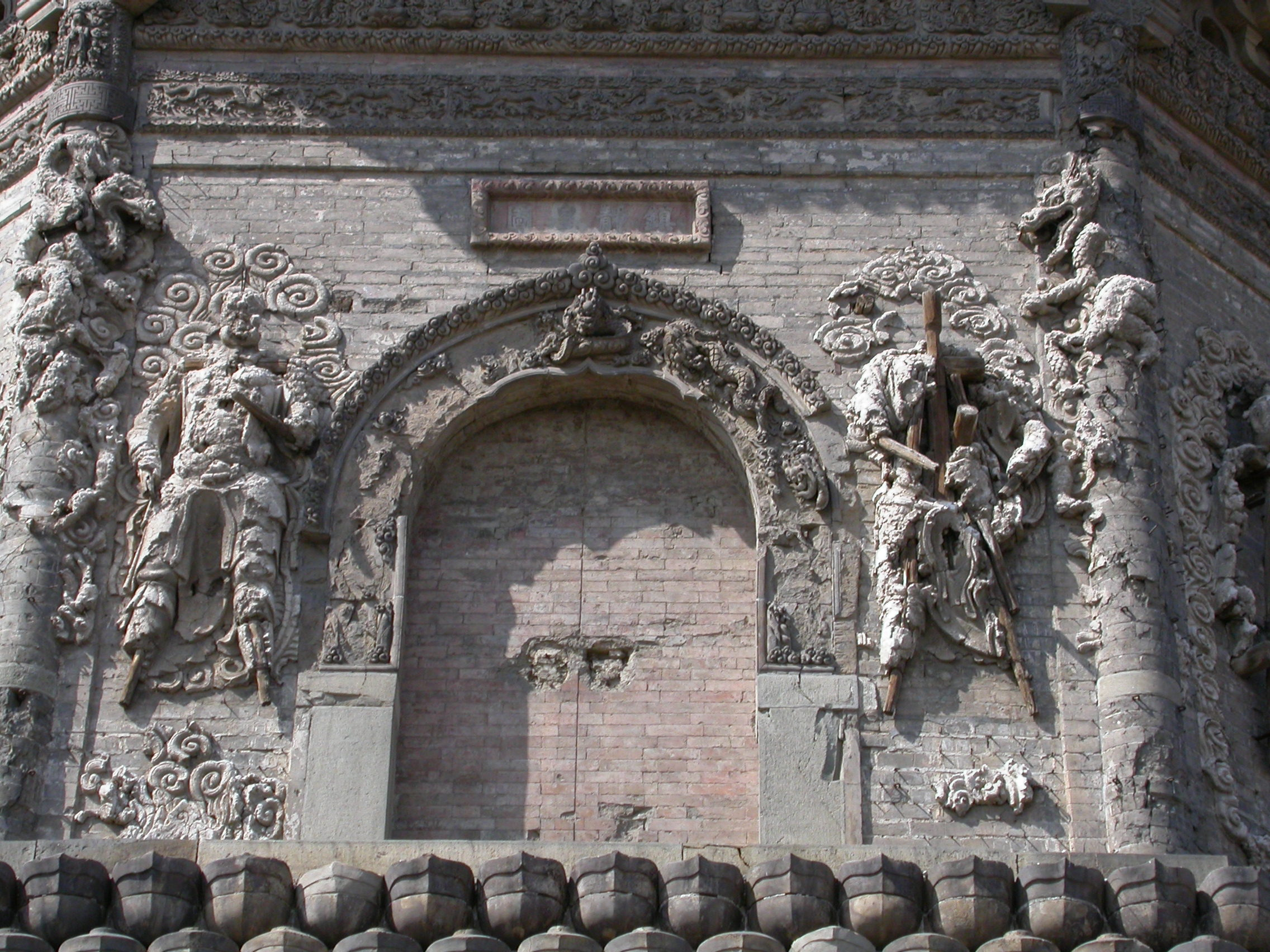
风化作用产生的影响

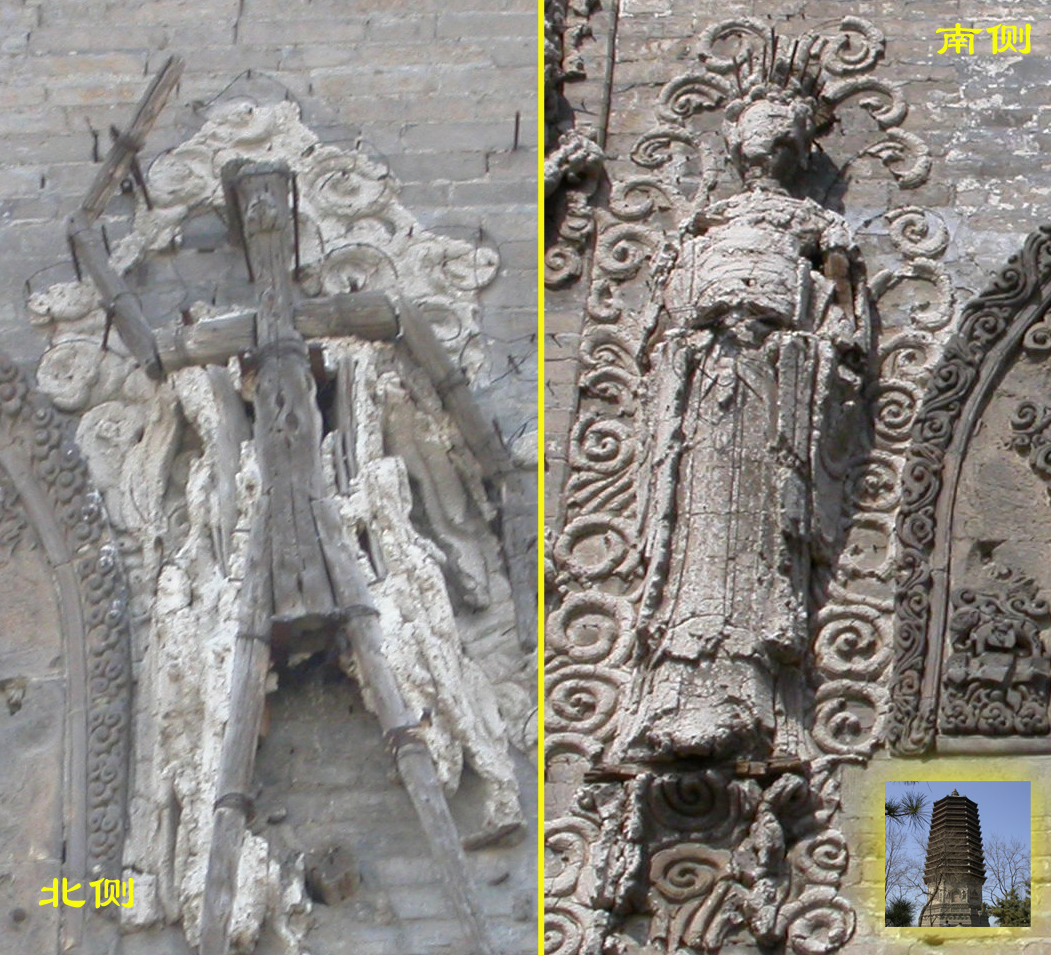
不同方向的风化程度相差很大

砖塔在古塔中占有很大的比例，由于建筑材料本身的性质，砖塔比较容易发生风化剥蚀，此外比较常见的石塔也比较容易发生风化。
在气候类型不同的地区，风化的主要形式也不同，在干燥多风沙日照强烈的地区，昼夜温差变化造成的龟裂和风蚀作用是风化的主要形式，分布在中国西部一些地区的古塔，塔基座向风面被风沙严重磨蚀，不仅表面的雕刻全部消失，甚至连建筑立面都无法保持原有的形状了；在降水比较丰沛的地区，风化的主要形式是雨水渗透造成的破坏和塔身植物生长对结构的损害，后者会另立题目专论。总体来说塔受到风化影响比较严重的多为塔身上突出的部件，如塔檐、斗拱、平作、塔顶等部位，风化严重的塔这些部件全部消失，看起来不过是一个乱砖跺子。
对于风化作用的防护目前尚没有成型的技术，但诸如化学药剂喷涂防护等措施已经获得了实际应用。

#### 雷电的破坏与防护
历史上毁于雷火的塔数量很多。这与塔的建筑结构有着密切的关系，塔刹是塔的重要部件，且多为金属材料制成，置于高塔顶端的塔刹形成一个没有接地的引雷针会引起雷霹形成火灾，因此雷电会对塔，尤其是木塔造成比较严重的影响。
防御雷电破坏最好的办法是给塔加装避雷针和接地设施，这样可以简单而有效地防止雷电的破坏。

#### 火灾的破坏与防护
在历史上火灾曾经是对塔的最大威胁之一，由于塔一般高程较高，汲水灭火不易，且很多砖石结构的塔内部呈筒状结构，类似烟囱有拔火助燃的作用，因而扑救火灾非常困难。火灾对木结构塔的破坏自不必多说，会将整座木塔化为灰烬，对于不可燃的砖石结构塔，火焰会影响砖石本身的材料力学性质，造成塔承重结构承重能力下降而造成破坏。
目前对于火灾的扑救技术已经有了很大的提高，但是面对火灾最好的保护方式不是扑救而是防火。

#### 植物的影响与保护
在降水丰沛的气候区，塔身会有植物生长，在中国南方的一些地区，塔身植物生长旺盛，草、树、藤条等密布塔身一片葱绿，被人们形象地称为“树塔”。这些植物的根系深入塔身破坏塔身结构，有些植物根系还会分泌化学物质分解塔身结构以获取生长所需的空间和养分，会对塔的稳定性造成比较严重的影响。
对于植物的破坏需要及时清除生长在塔身上的植物，在清除植物后对植物所破坏的塔身结构进行修补，并且适当喷涂抑制植物生长的化学药剂。

#### 地下水对塔的影响
地下水水位抬升会影响塔基础的稳定性，在一些地区，地下水位高涨造成地宫渗水，塔基下沉形成斜塔，进而影响塔的承重结构，降低其有效荷载，进一步造成塔的坍塌。
对于地下水位变化所产生的影响，需要及时检测地下水位的变化，对塔的基础部分进行加固处理和放水处理。

#### 人类行为的破坏和影响
历史上曾经发生过很多次毁佛灭法运动，塔作为佛教建筑的一种形式，在历次灭法运动中都是破坏的对象；此外一些人们自发的行为也会对塔产生影响，其中最著名的例子莫过于雷峰塔的倒掉。

## 塔的用途
塔作为一种宗教建筑出现后，其作用最初主要局限在佛教使用，分佛塔，法塔和僧塔（佛教塔类统称爲“浮屠塔”），但随着塔本身的世俗化，塔的作用也逐渐向其他领域扩展，另外由于塔这种建筑本身在建筑层面上相对于其他形式东方传统建筑的特殊性，因而衍生出很多很实际的用途。

### 作为墓碑
作为墓碑或者作为坟墓是塔最为原初的功能，印度的窣堵坡本身就是作为坟墓出现的一种建筑形式。随着佛教东传后，虽然在建筑的技术与外观方面发生了巨大的变化，但这一基本功能却保留了下来，中国很多寺院都建有塔林，其中著名者如少林寺塔林，所谓塔林便是得道高僧圆寂后的墓园，每僧筑一小塔（谓僧塔），便形成了塔林，在中国用作墓塔者，多为覆钵式塔、经幢式塔、密檐式塔等形制，体量一般较小，很少有高耸入云者。

### 作为崇拜物
塔最广泛的用途是作为崇拜物而存在，佛教谓之佛塔。宋以前的寺院均将塔作为整个建筑组群的核心，在塔中供奉佛舍利或者佛教造像，其地位和作用相当于后世的大雄宝殿，但宋以后，虽然塔在寺院中的核心地位被大殿所撼动，但仍占有重要的地位，有所谓“有寺必有塔”的说法。
作为崇拜物的塔一类多为楼阁式塔、密檐式塔、覆钵式塔或金刚宝座式塔，这类塔体量高大建筑雄伟，充分显示其作为崇拜物的威严；另外一类则多为宝箧印式塔、多宝塔等体量较小的塔，有的甚至仅仅作为工艺品存在于更大的宝塔内部作为内塔存在，这些小塔通过其造型精致、用料名贵凸现其崇拜物的地位。

### 储藏宝物
塔多有地宫，作为佛教建筑，塔的地宫是安放佛教圣物的地方，因而常常起到储藏宝物的作用（谓法塔）。其中最著名的莫过于陕西法门寺地宫了，该地宫下藏有释迦摩尼佛指舍利。文化大革命期间，红卫兵欲挖破地宫，时任方丈的良卿法师以自焚方式捍卫佛指舍利；现该舍利被供奉于新修建的合十舍利塔中。

### 作为景观
塔体量高大，非常醒目，因而很容易形成景观，很多塔是在建成后自然而然地产生了景观效应，而另有一部分塔则是专门作为景观修建的，其中最著名的例子便是杭州八景之一的“雷峰夕照”。

### 补全风水
由于塔在宗教世界地位显著，塔走向世俗的第一步便扮演了补全风水的角色，在风水欠缺的部位建立一座塔其作用可抵一山。

### 镇压妖邪
这一作用同样来自于塔在宗教世界中的地位，民间常常把宝塔作为有效的镇物，托塔天王的传说便是一个例证。

### 保全文运
通过建塔来保全和延续一个地区在科举考试中的运气曾经是非常流行的一种做法，在有些地方甚至把这一作用的塔和供奉文昌帝君的文昌阁合二为一，形成了文昌塔这一特殊的建筑类型。

### 指导航向
在东方专门建筑的灯塔很少，但是塔高大的体量使他天然地称为水路旅行的指向性建筑，许多临海而建的佛塔都成为航海的地标，而建于山顶的塔对陆路交通也起到一定的指向作用。

### 作为旅游景点
塔作为旅游景点存在并非现代特有的现象，明清之际北京西部的居民便有在重阳节登上真觉寺金刚宝座塔赏景的传统。

### 作为了望台
作为了望台存在也是由于塔本身的特殊性所带来的副产品，北宋时期辽宋边境上的料敌塔虽然是一座佛塔，但却为宋的边防起到了相当的作用，但塔的这一作用有时也会给自身带来麻烦，在太平天国时期，中国最大的琉璃塔，建于明代的金陵大报恩寺塔就出于军事安全的考虑被太平军拆除了。

### 储水配水
世界各地有许多水塔，可以将水泵到高处，继而通过自流管道输送给千家万户。此种建筑的代表作之一是位于燕京大学的博雅塔。

## 塔与文化
按照经律系统分类，可以把塔分为佛塔和文峰塔。它来自于佛教，它的发展中受佛教文化的影响很大，许多于塔相关的内容都有佛教经典来释意。文峰塔是塔在中国本土化的一种表现，这类它不再拘泥于佛教的内容，也不再注重佛教含义，而是作为镇物或祈福象征。其他宗教，如道教等，也建塔，但从根本上与塔缺乏渊源关系，更多效仿佛教对塔的使用。总之，塔在文化中是一种神权的象征，人们赋予其各种含义来崇拜。

### 塔与佛教
在古代印度最早建塔是为放置释迦牟尼的舍利，供人们纪念崇拜。佛教很重视形象的崇拜，塑造佛像是佛教传播发展过程中很重要的部分，以此来传播教义，供人们来寄托信仰。塔作为藏有佛真身舍利的物件就显得尤为重要，也成为佛的一种象征，被佛教徒们作为“佛”来崇拜，可以说塔与佛的概念在佛教中是不可分割的。佛像作为一个重要的部分出现在塔的内部和外饰中，更加强了塔的神圣地位。在佛教兴盛的时代，各处都兴建寺庙，有寺必有塔。塔后来作为和尚的坟墓成为一种定制。为僧人修塔也成为对他修行的一种褒赏，也由于塔的形象长久使这些高僧的事迹流传，宣扬了佛教的理念。早期在寺院的布局中塔占据着中心的位置，宋朝以前经常就是这种布局，连大殿都不建，塔是主要的崇拜物。
在塔的建造中也处处体现着佛教的思想，但中国的佛教本与古印度的不同，又很强的本土化色彩。古印度佛教中塔的层数与塔顶相轮数相同，都是双数；但在中国由于“阴阳五行说”的影响，塔的层数和相轮数一向都为单数。
在佛教经典中是以佛塔的功用来命名的，如发塔，为供养佛发而造的塔；爪塔，为供养佛的指甲而造的塔。佛教传入中国后仿古印度的做法造发塔，一般建造在佛寺的塔林中，但爪塔极少建造。毕竟佛祖的真身舍利很少，有的塔内埋藏的是假的佛迹，作为一种象征。

### 塔与勘舆学
早期的塔是作为一种佛教建筑出现并发展而成的，但從中國明代起，塔开始大规模地从宗教世界走向世俗世界，成为堪舆学中常用的一种镇物。這種以塔作為風水鎮物的做法也傳至越南。作为风水镇物的塔一般称作文峰塔，一般建造文峰塔主要的目的有三种，为祈祷用、做标志物和补全当地地形地势在风水上的欠缺。
根据作用的不同文峰塔又可以细分为文兴塔、文昌塔、文光塔、先祖塔、阴宅塔、风水塔、分水塔等等类型。
由于风水理论的不同和各个城镇本身所处地理位置的不同，文峰塔的建造位置和数量都没有一定之规。但总体来说建在城镇东南方者和城镇周围山顶上者、城镇附近河流旁边者居多，但是这一规律并非绝对的，常常要根据具体情况发生变化，比如浙江平阳县的平阳文塔就没有修建在高山上，而是建在了面临大海的山嗷间，这是由于根据堪舆学的理论，县城直面大海没有屏障不利于福气的聚集，故而需要建塔补全。
文峰塔在建筑上有很多独具特色之处，很多塔的形制不循定规，塔的装饰则融入了很多民间信仰的元素，是与传统佛塔迥然不同的一种形态。

### 塔的传说

#### 阿育王造八万四千塔
阿育王在位期间相当于中国的战国末期，他连年征战几乎统一了印度全境。阿育王在一次南下攻打印度南部时遇到一位沙门说法，遂生悔悟而归依了佛教。此后他颁布敕令在印度境内广造寺塔，他还亲自到各地拜谒佛迹，并派遣道僧到国外（远至波斯、希腊等国）传教。阿育王广造八万四千塔一事在佛教文献上有所记载，传说有19座塔在中国，也有说是21座。据传当时有印度佛教徒送来的图样与印度阿育王塔样式一致。现存文献上记载了地址、寺院名城的内容 ，但时至今日这些塔都没能保存下来。
在五代十国时期，吴越王钱弘俶仿阿育王造塔也造了八万四千塔，所造的都是金涂塔，样式为宝箧印式，体形不等但都很小，塔身内外都有题刻。这些塔被埋藏在国内名山大寺中，也有的送到日本，后来中国出土的多为外国人所收藏。

#### 雁塔
雁塔在唐代时已经常使用，即指佛塔。这一名称来自于佛经典故，说的是有一群雁在天上飞，其中一只殒身落在一位僧人跟前，僧人怜悯它，遂建塔葬雁，表现了佛教悲悯众生的情怀。

#### 多宝塔（七宝塔）
多宝塔（七宝塔）作为一个名称遵循着佛教对塔“严加装是，为珍宝之塔”的解释，在中国唐代后始见此塔，之后也不断建造，只是没有固定的样式。后来流传到日本，发展成突出的两个特点，即两层塔檐和圆肚成肩的塔身。关于多宝塔的由来佛经里记载是：释迦牟尼于灵鹫山讲《法华经》是一多宝塔出现空中，并发出声音称赞佛祖。关于七宝，佛经的记载稍有出入。一般都有金、银、琉璃、玛瑙、砗磲，还有玻璃、珍珠、珊瑚、玫瑰、赤珠等，就不尽相同了。

## 各地的塔

### 東亞
东亚的塔大都直接受到中国塔建筑技术与风格的影响，其建筑形制与技术与中国的塔比较接近，同时又不失其自身的风格。

#### 中國
中国的传统建筑楼阁是中式塔的源头之一。楼閣一名重楼，重楼是一种中国传统的建筑形式，早在先秦时代就已经出现，但由于年代久远，至今已经没有两汉以前的楼阁建筑实物存在。了解中土重楼的具体情况，除了通过历史文献的分析之外，两汉时期墓葬中殉葬的冥器和墓室壁画是很好的资料。冥器中的重楼多为陶土烧制的2－3层的木结构建筑模型，多有斗拱作为支撑结构，各层分布平坐和檐，建筑有门窗等精细结构，建筑平面大多为正方形。汉代冥器重楼模型的结构特征与魏晋之后木塔的建筑结构有着明显的源流关系。
印度的窣堵坡原是埋葬佛祖释迦牟尼火化后留下的舍利的一种佛教建筑，梵文称“窣堵坡”（Stupa），就是坟塚的意思。开始为纪念佛祖释迦牟尼，在佛出生、涅槃的地方都要建塔，随着佛教在各地的发展，在佛教盛行的地方也建起很多塔，争相供奉佛舍利。后来塔也成为高僧圆寂后埋藏舍利的建筑。古代印度的佛教建筑塔在东汉时期随佛教传入中国，之后迅速与中国本土的楼阁相结合，形成中国的楼阁式塔。后由于木结构易腐爛，易燃烧，又按照楼阁式塔的形式，演化出了密檐式塔。在漫长的历史中曾被人们译为“窣堵坡（又稱「卒塔婆」，Stupa，梵文）”“浮图（Buddha，梵文）”“塔婆（Thupo，巴利文）”等，亦被意译为“方坟”“圆冢”。随着佛教在中国的广泛传播，直到隋唐时，翻译家才创造出了“塔”字，作为统一的译名，沿用至今。后世的塔在中国化的过程中，也为道家所用。另一方面，逐渐脱离了宗教而走向世俗，衍生出了观景塔、水风塔、文昌塔等等不同作用和目的塔。

#### 朝鮮半島
朝鲜半岛的塔最早出现在半岛三国时代，百济和新罗在各自境内开始建造石塔以及少量木塔，在韩国，这一时期的塔被称为 “百济样”，新罗统一后，掀起了一个建塔的高潮，目前朝鲜半岛上存流的骨塔大多是这一时期的作品。半岛的塔多用唐风，善用石料，由台基、朴素的基座、塔身、平头的塔顶座和坐落其上的塔刹构成，塔顶上的平头基座是朝鲜塔的特点，此外韩式塔的塔檐不用斗拱而用叠涩出檐的形式，这更加适合石料本身的力学特征。

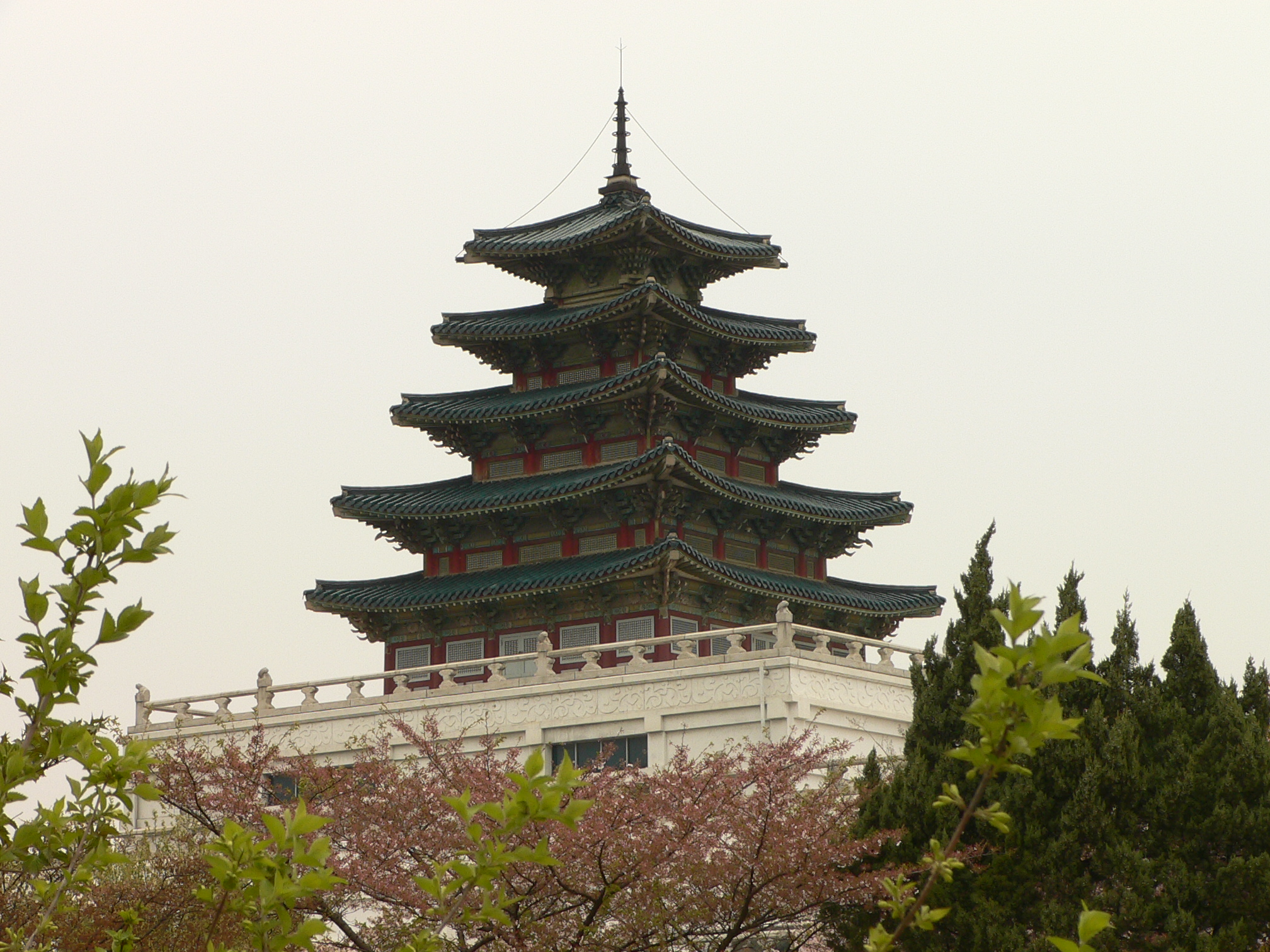
韓國國立民俗博物館塔
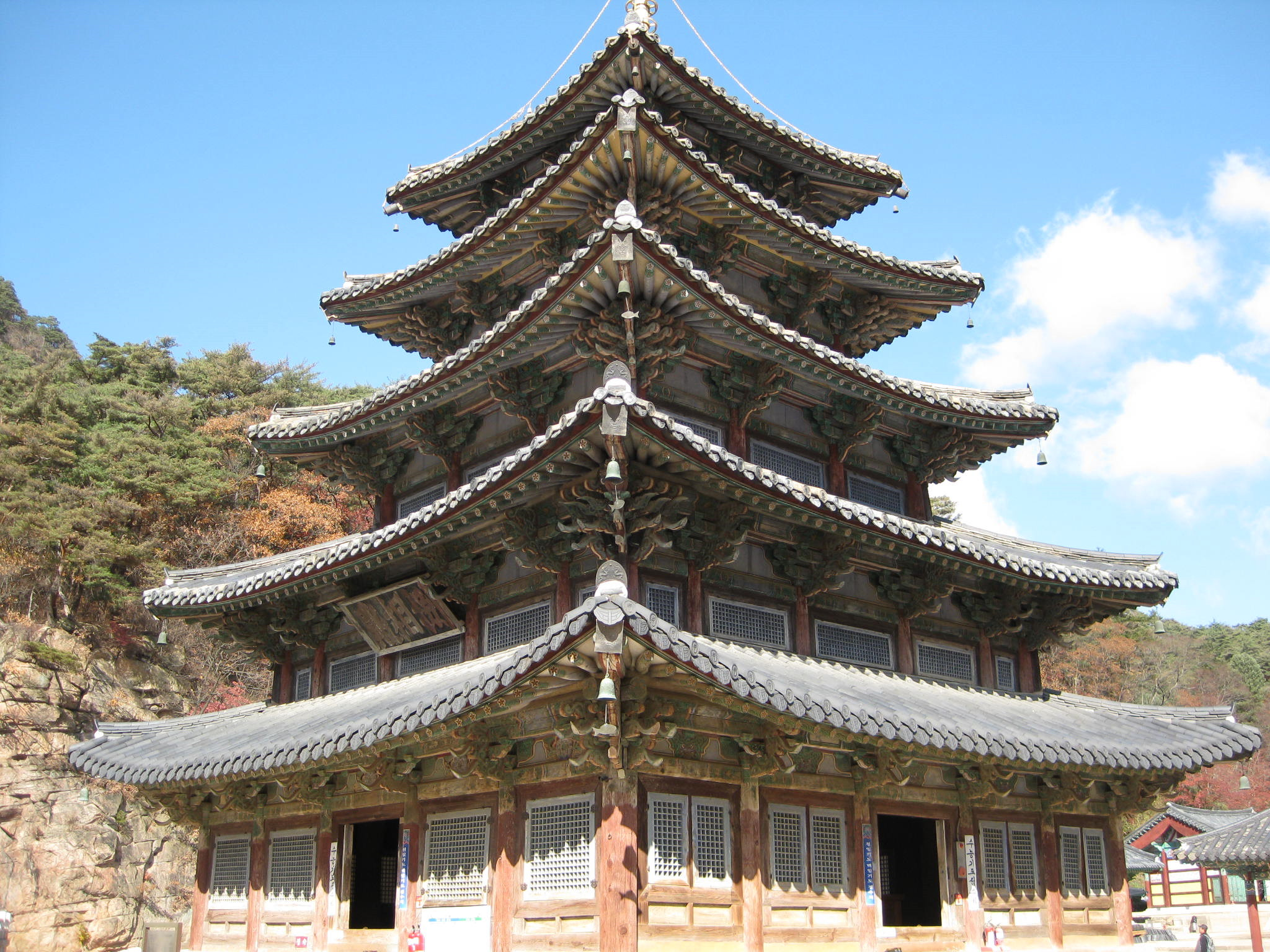
法住寺捌相殿
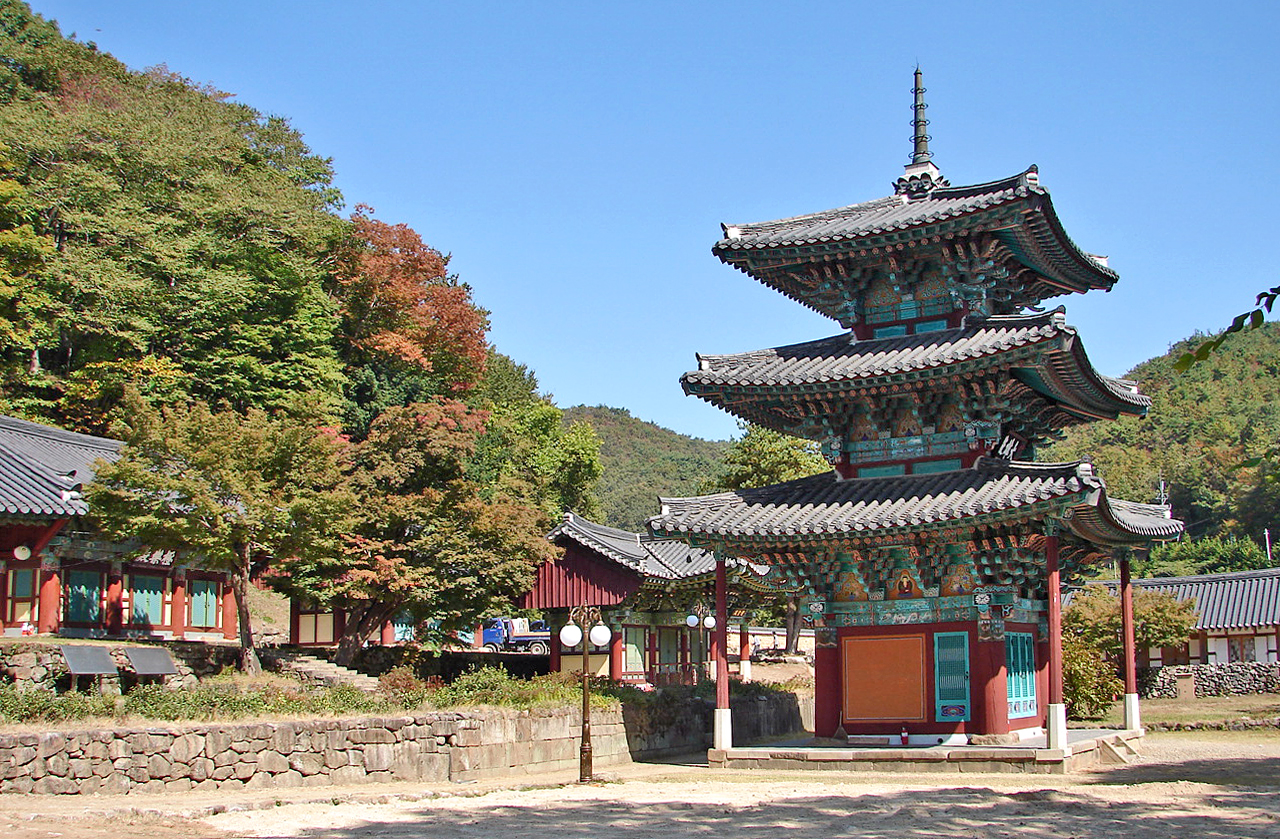
雙峰寺大雄殿（三阶木塔）
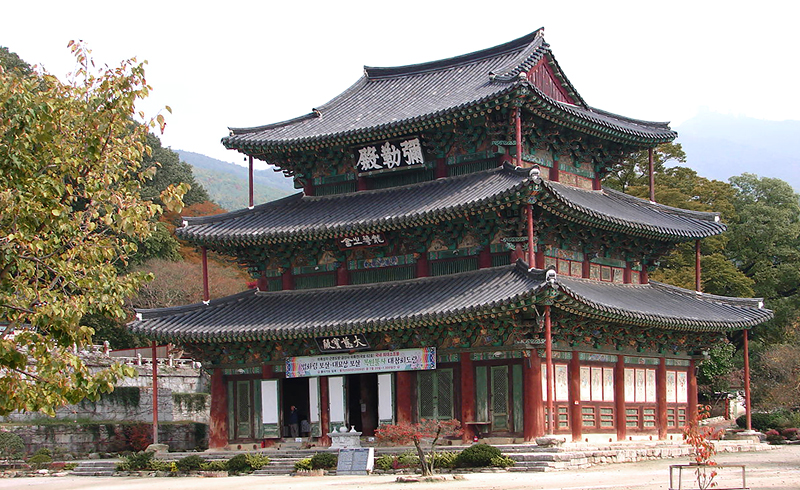
金山寺彌勒殿（三重大殿）

#### 日本
日本的塔是在飞鸟时代随着佛教从中国和朝鲜传入开始修建的，由于地理环境，日本的塔以木构楼阁式塔为主。日本式佛塔承袭了唐式塔的正方形设计，而矮小的基座、相对矮小的体量和特别伸出的腰檐是日式木塔独有的特征，在建筑技术上日式木塔自始至终沿用了塔心木柱的建筑方式，并沿袭了唐塔高大的相轮塔刹的设计。除了多重塔，日本还有无缝式塔、宝箧印式塔、五轮塔、板塔婆，角塔婆等形式的塔。其中比较值得专门提出的是多宝塔，在日本多宝塔获得了较大的发展并且形成了日式多宝塔的规制，以木材建造的圆形塔肚子便是日式多宝塔的鲜明特征。

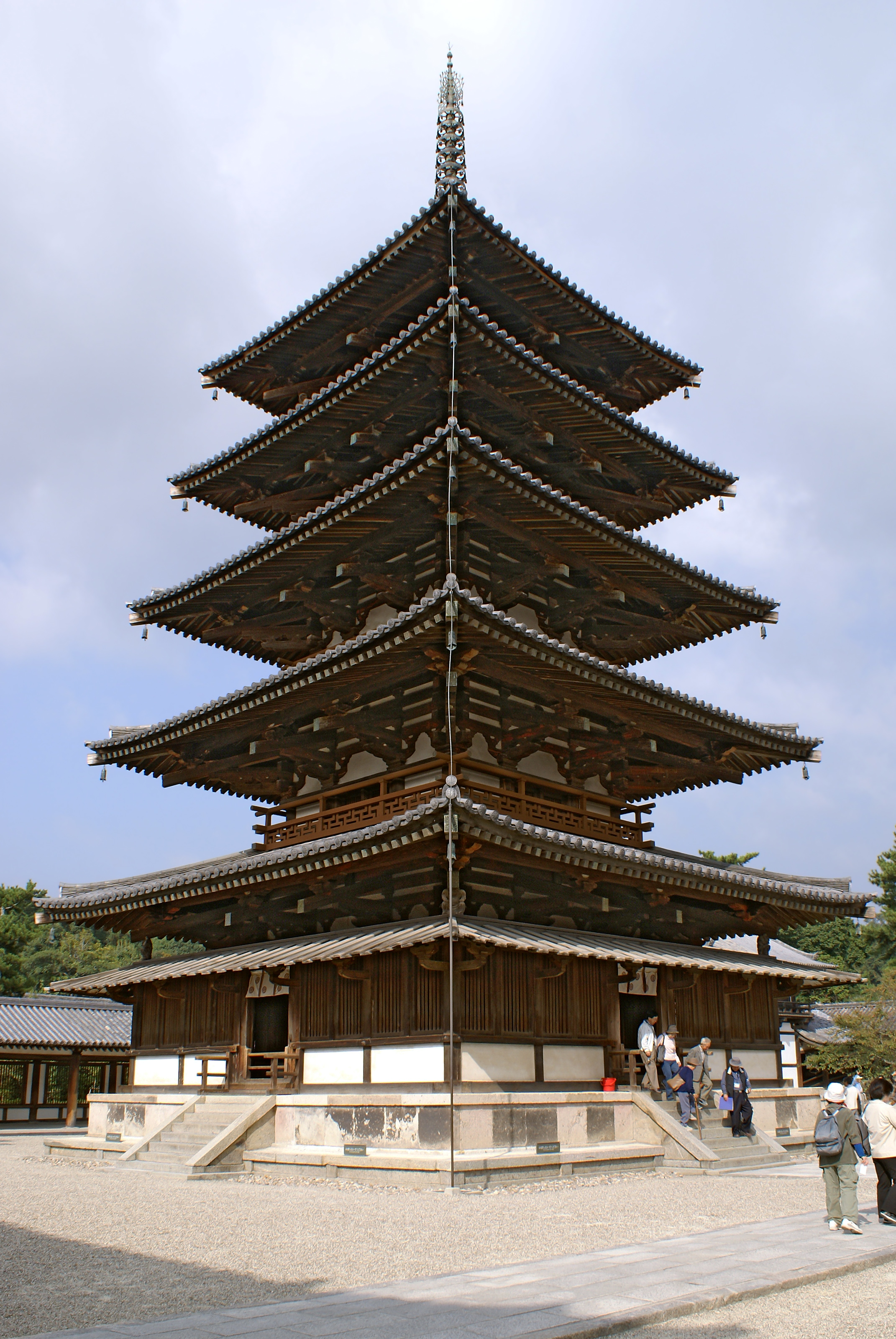
日本奈良法隆寺的五重塔
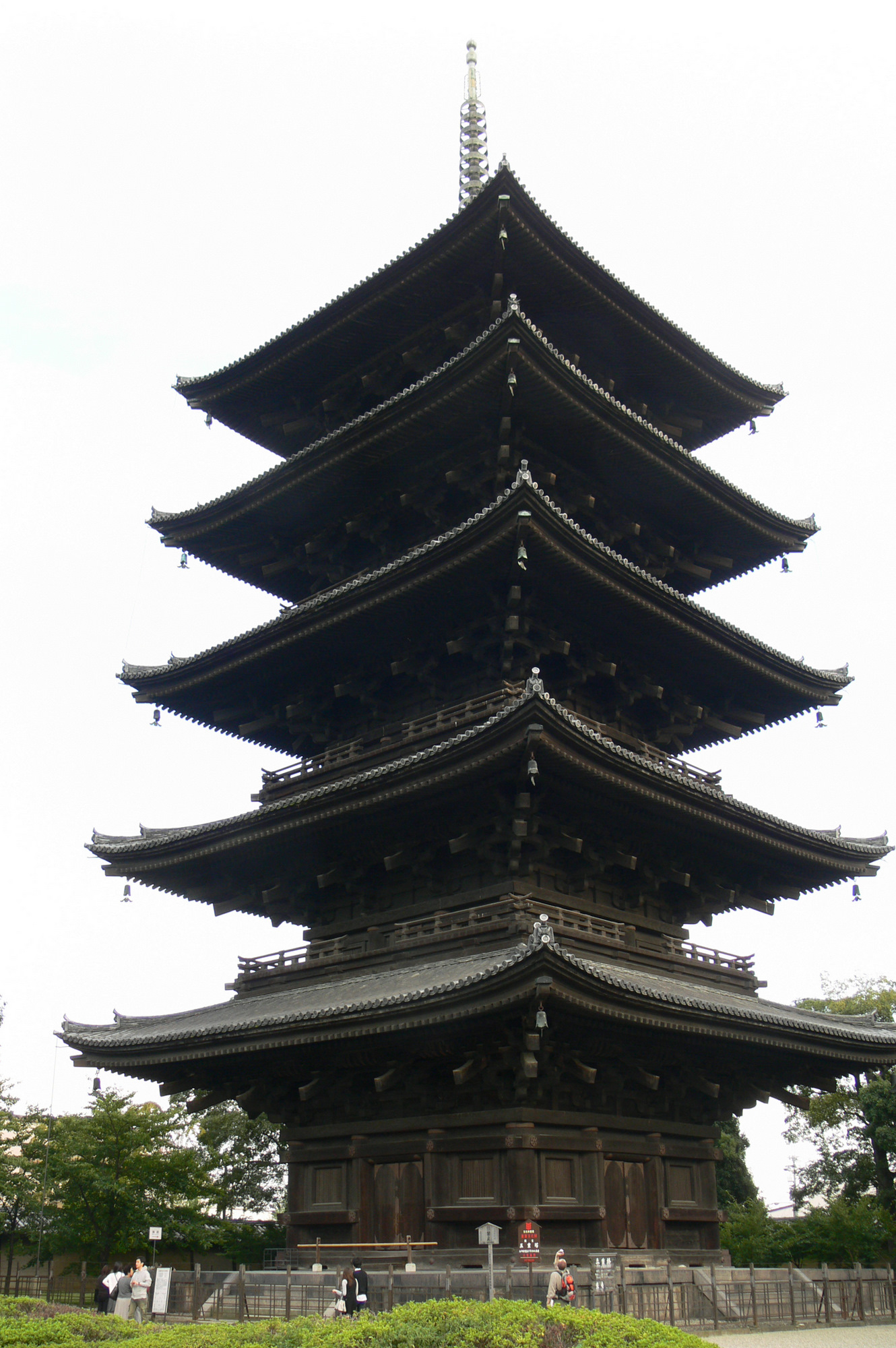
日本京都东寺塔
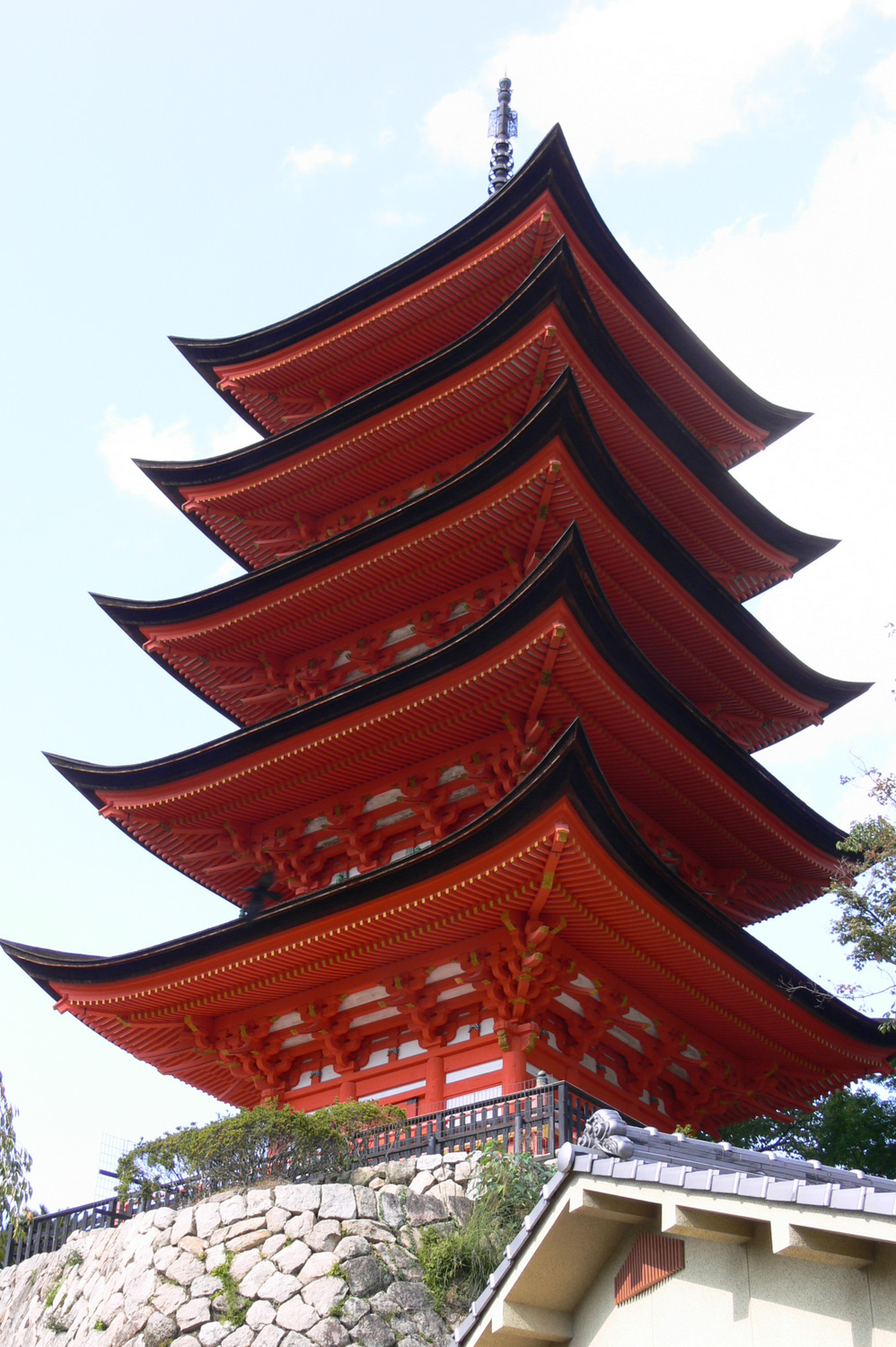
日本严岛神社古塔
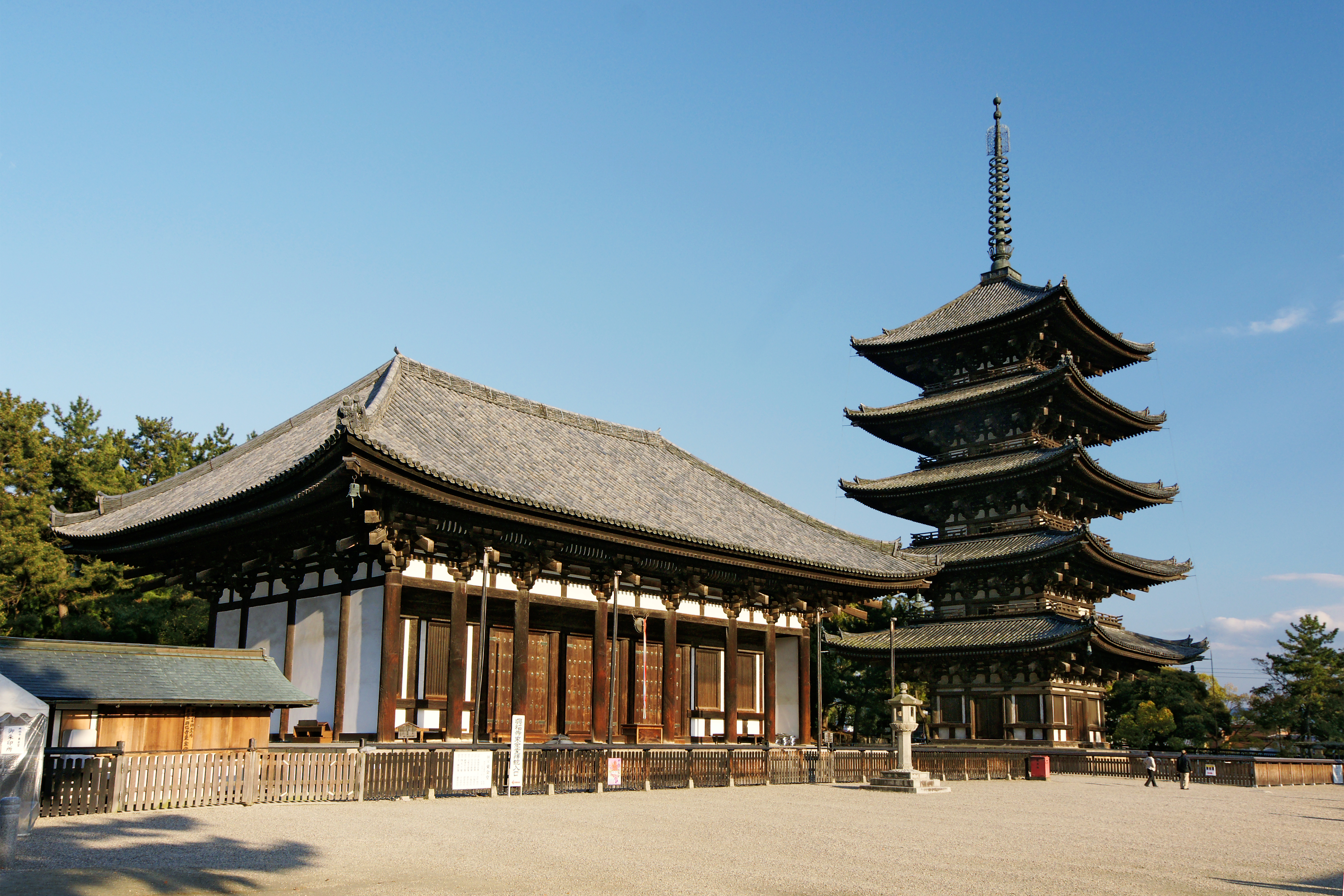
興福寺東金堂五重塔

### 东南亚
缅甸的佛塔主要有两种类型，一种为圆形基座，一种为方形基座，方形基座者较为常见，基座上建圆丘形的塔身，塔顶做锥状高耸如云，安置佛骨于塔身中，基座上塔身的数量不等，一座多塔者形制如同金刚宝座塔，这种造型流传深广，泰国、老挝、柬埔寨和中国云南等地常见这种形制的塔。
西双版纳处于中国内地与东南亚之间，一方面从东南亚地区传入了上座部佛教，另一方面又收到中原华夏文明的影响，因此西双版纳的塔是在结合泰国、缅甸等国佛教建筑和汉民族佛塔的基础上创造出来的，具有许多本地特色的建筑形式。西双版纳的塔既有覆钵式塔、金刚宝座塔，也有西双版纳独特的井塔。
井塔是傣族修建在水井旁的塔，表现了傣族人对改善饮水卫生的要求，和对水的崇拜，形成了独特的井塔文化。

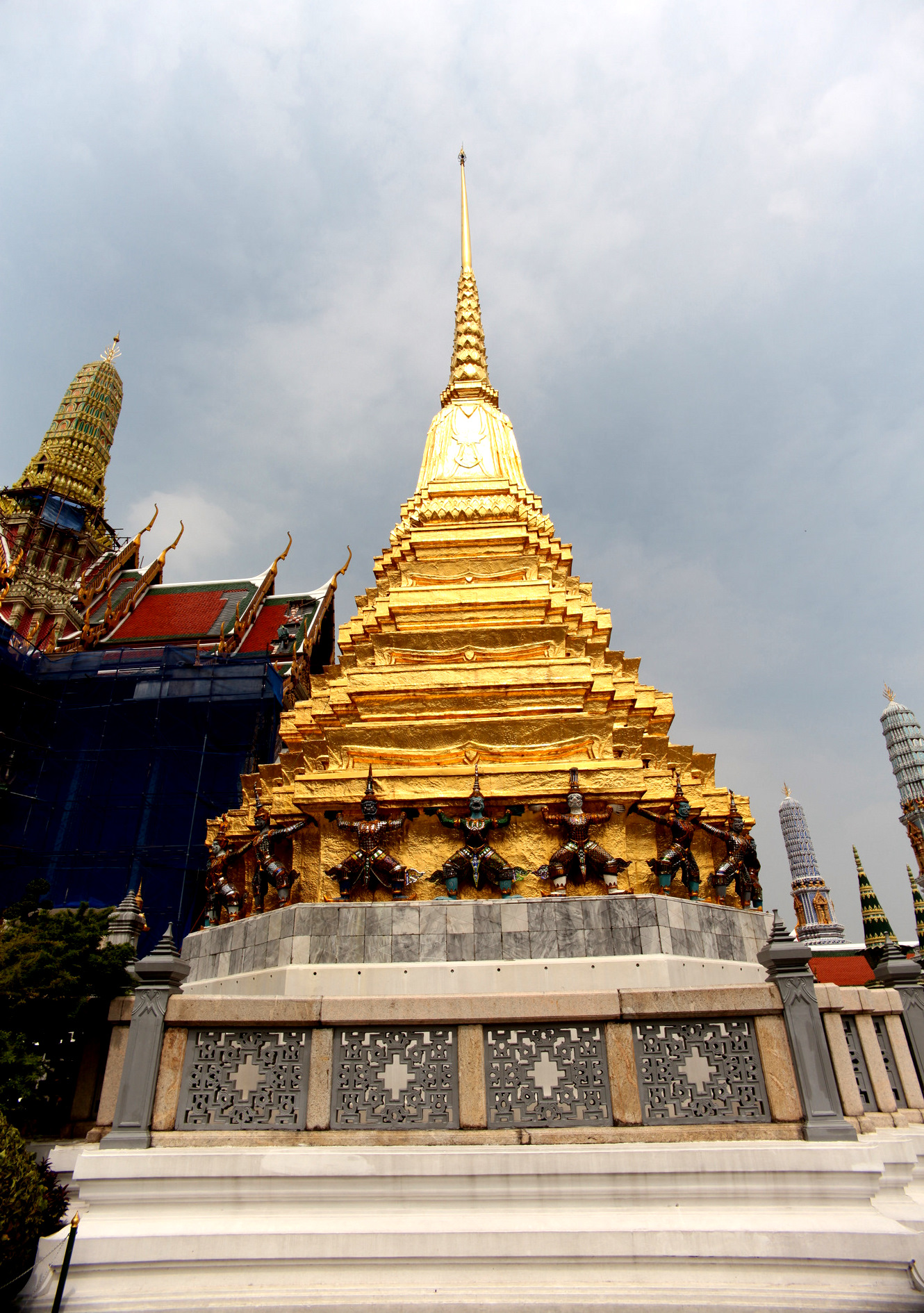
曼谷玉佛寺舍利塔
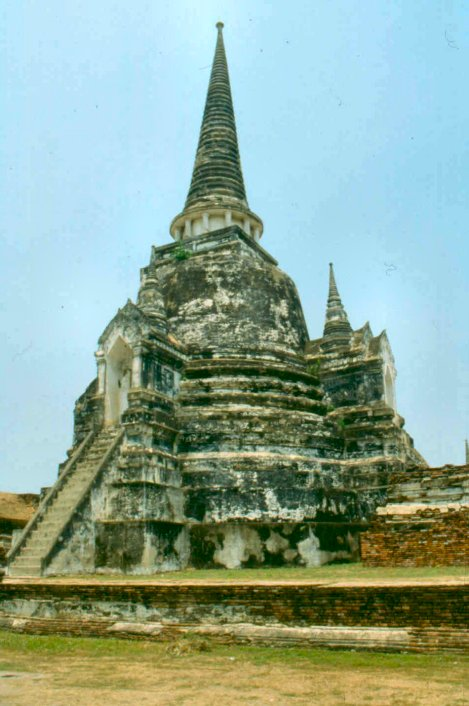
素可泰遗址公园内的塔
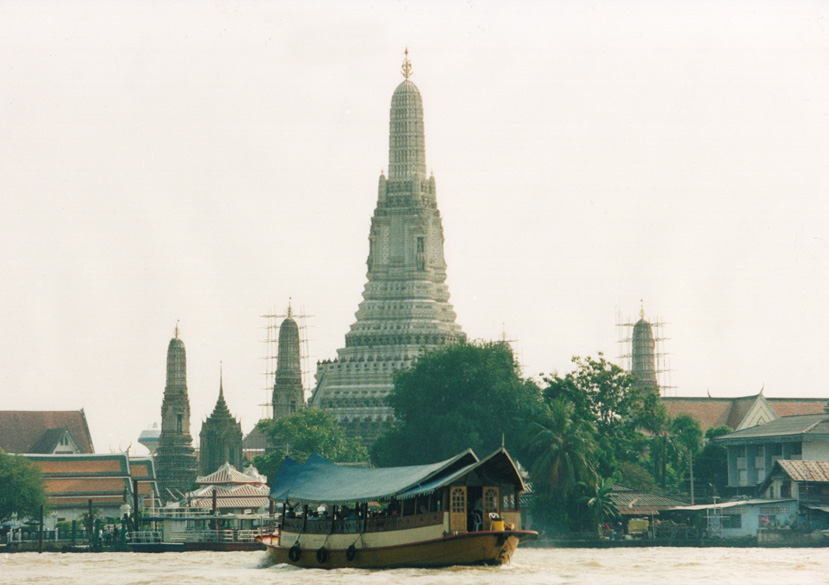
郑王寺塔
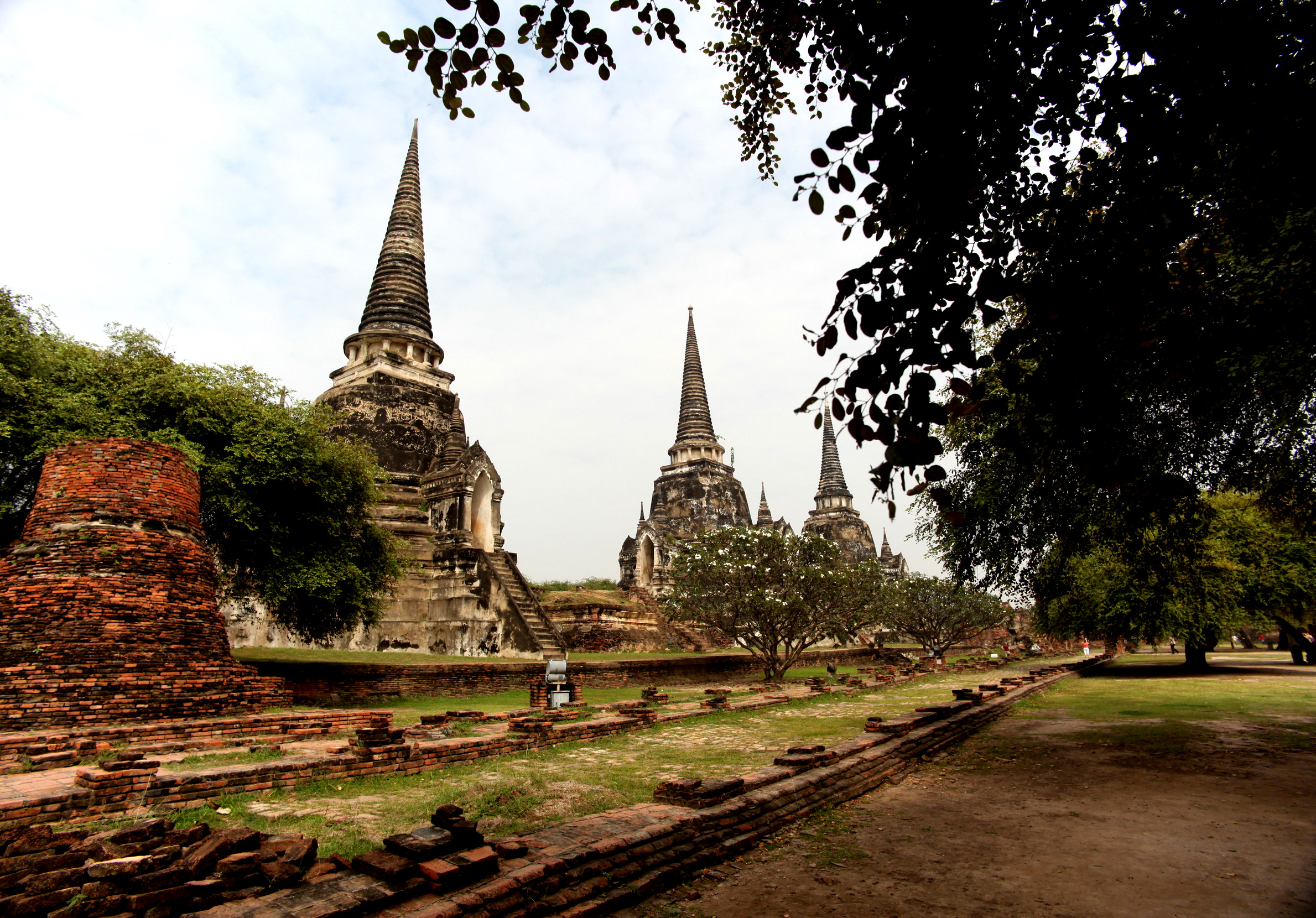
泰国大城府三塔
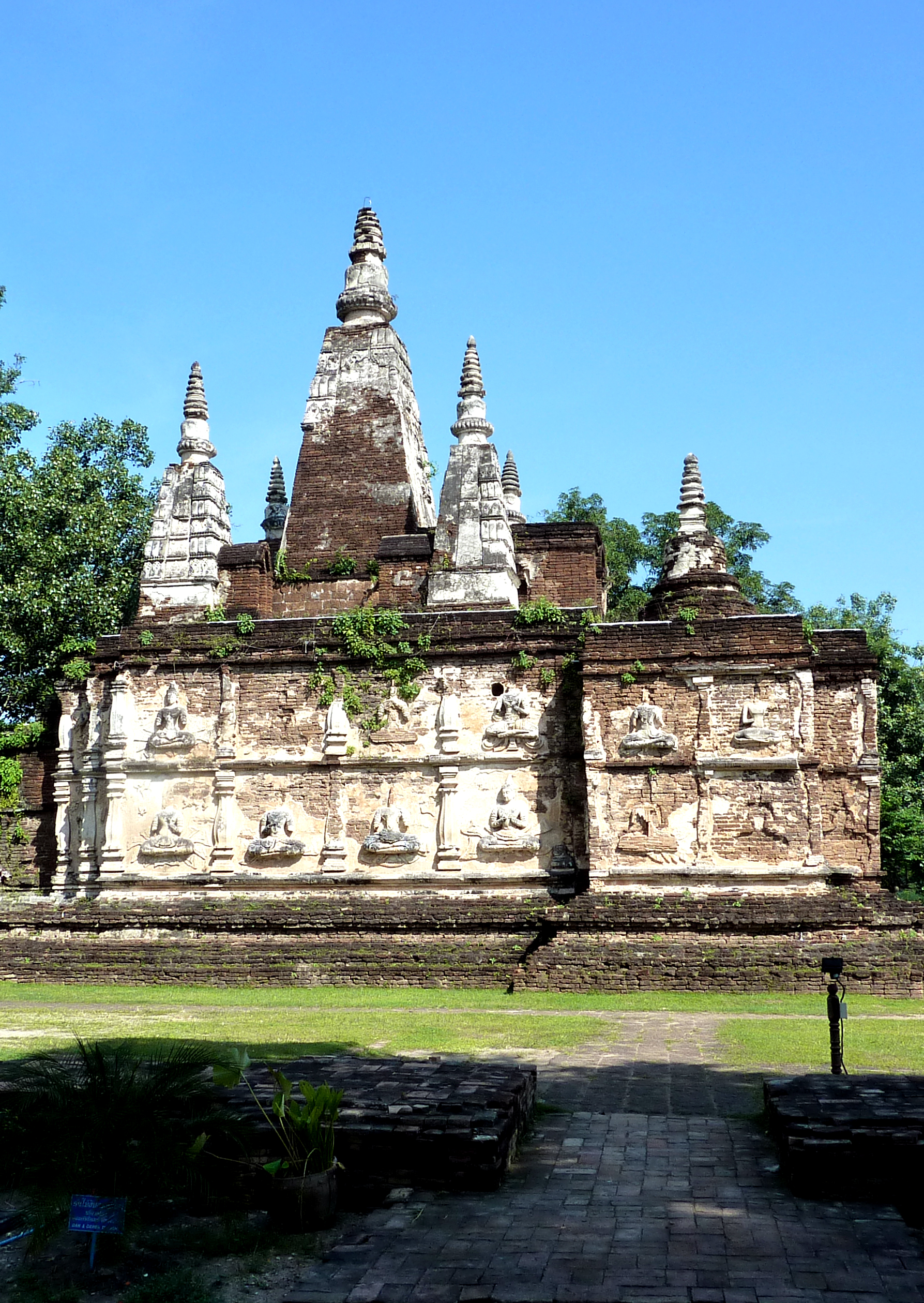
清迈斋育德寺金刚宝座塔
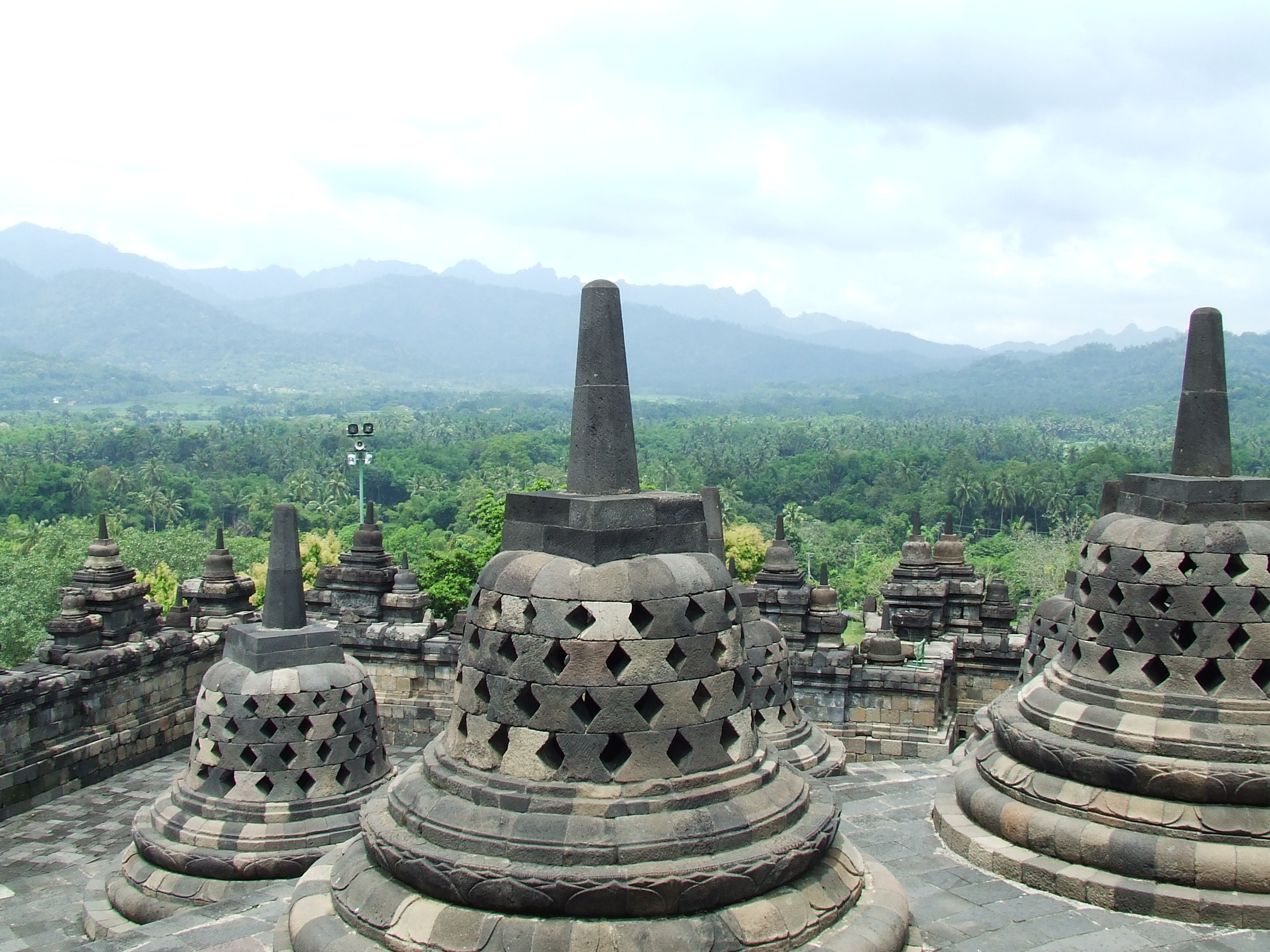
印尼婆羅浮屠窣堵坡
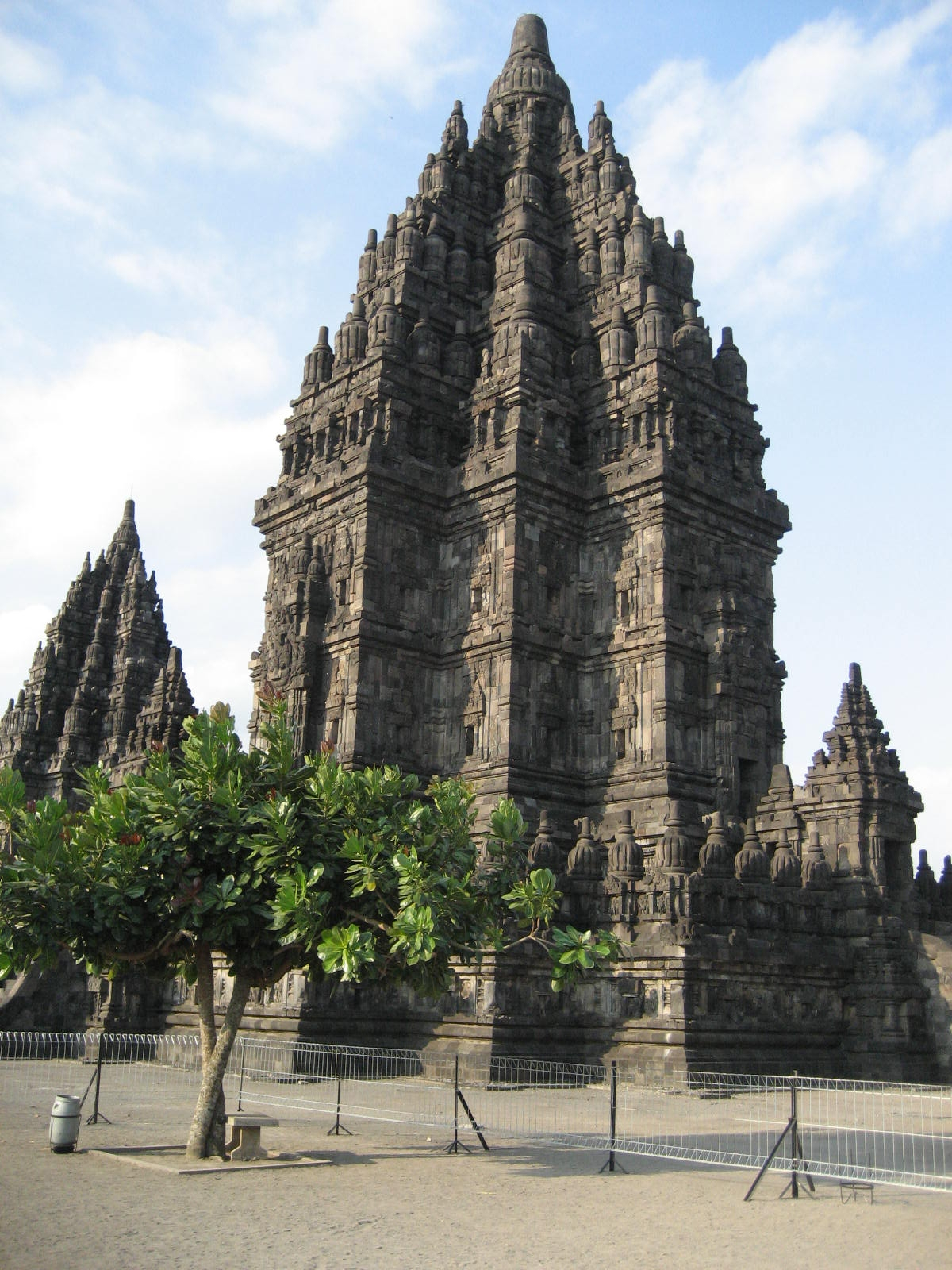
巴兰班南遗址主塔
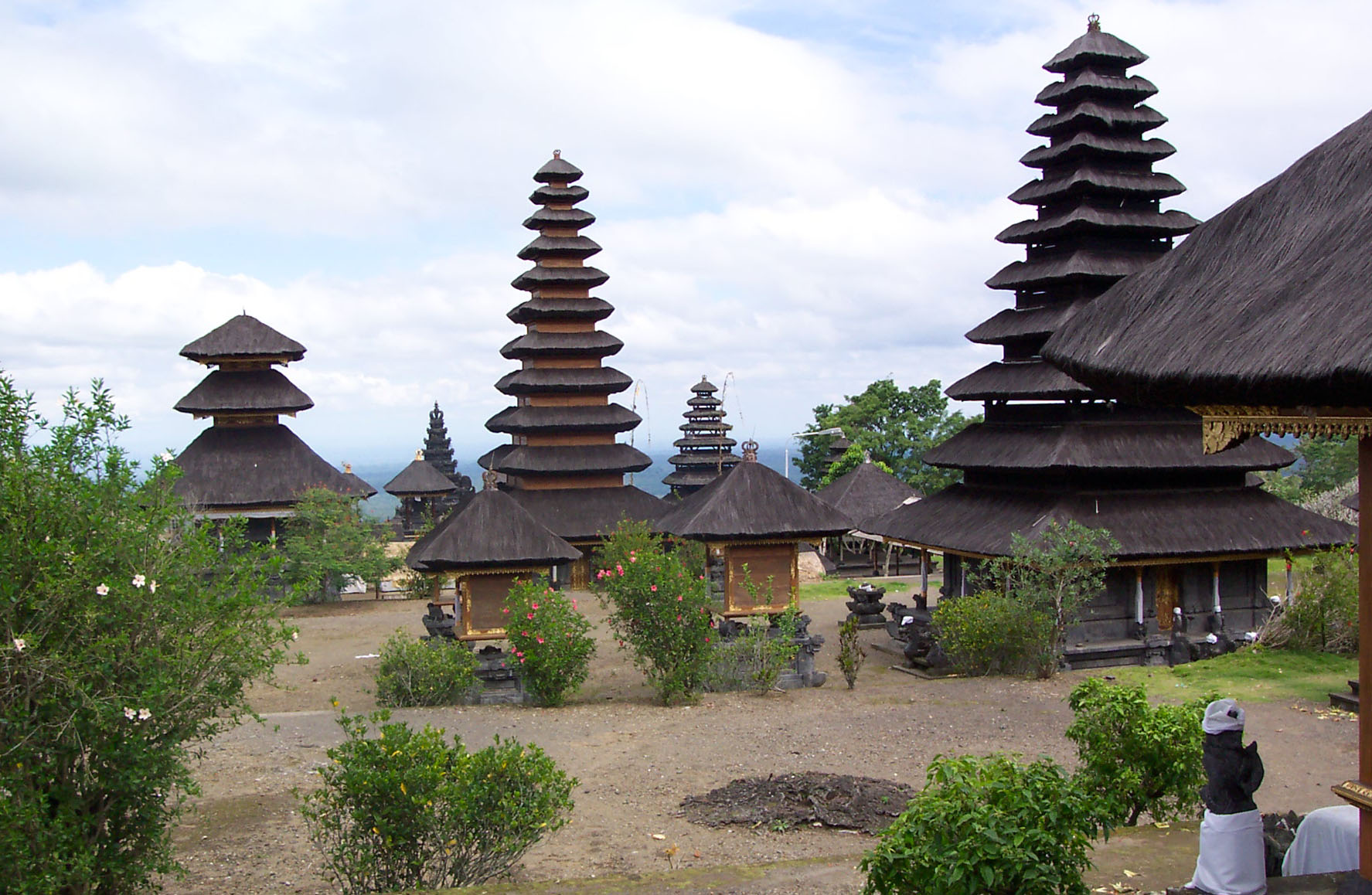
百沙基母庙塔
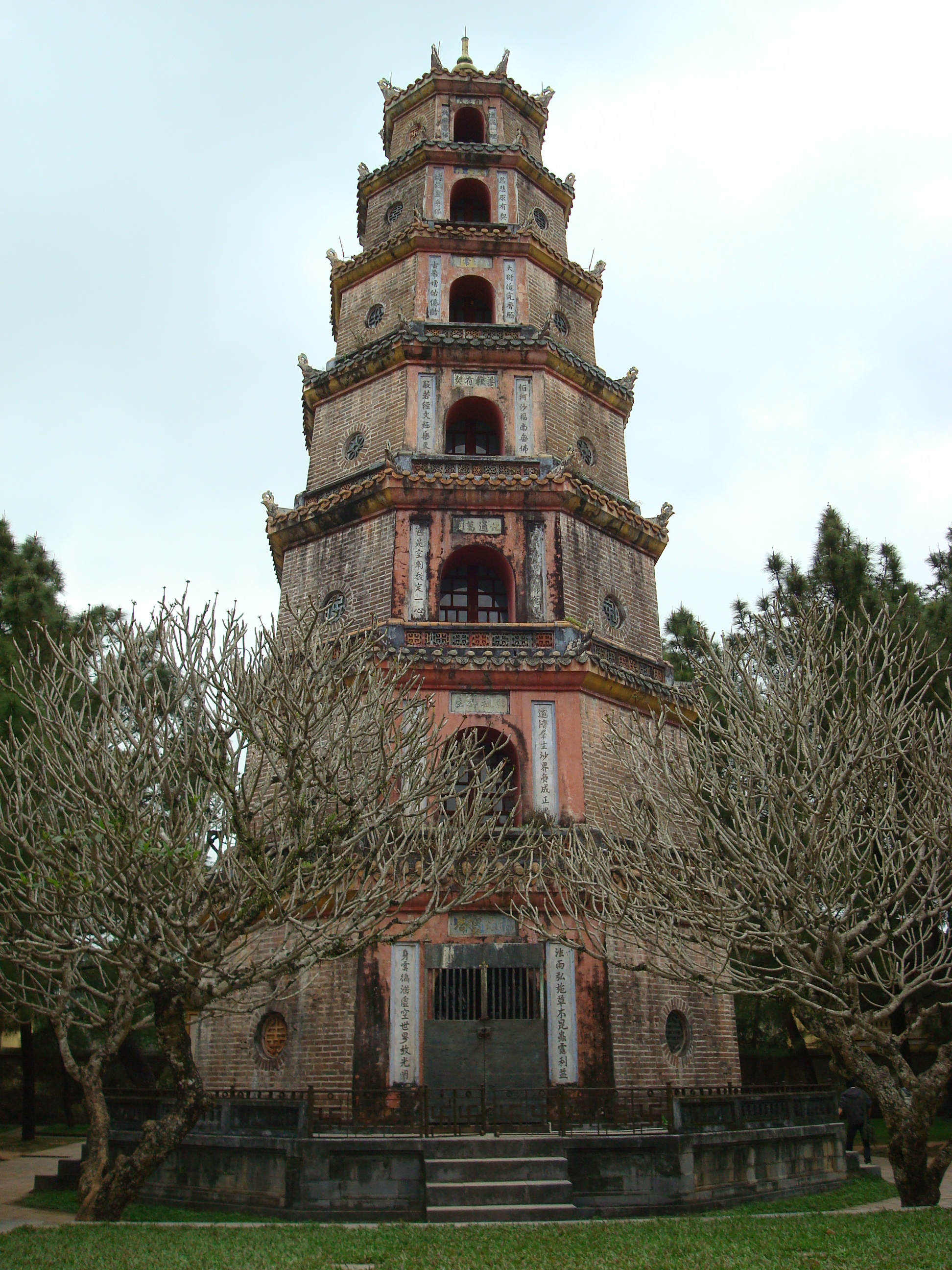
越南天姥寺中的塔
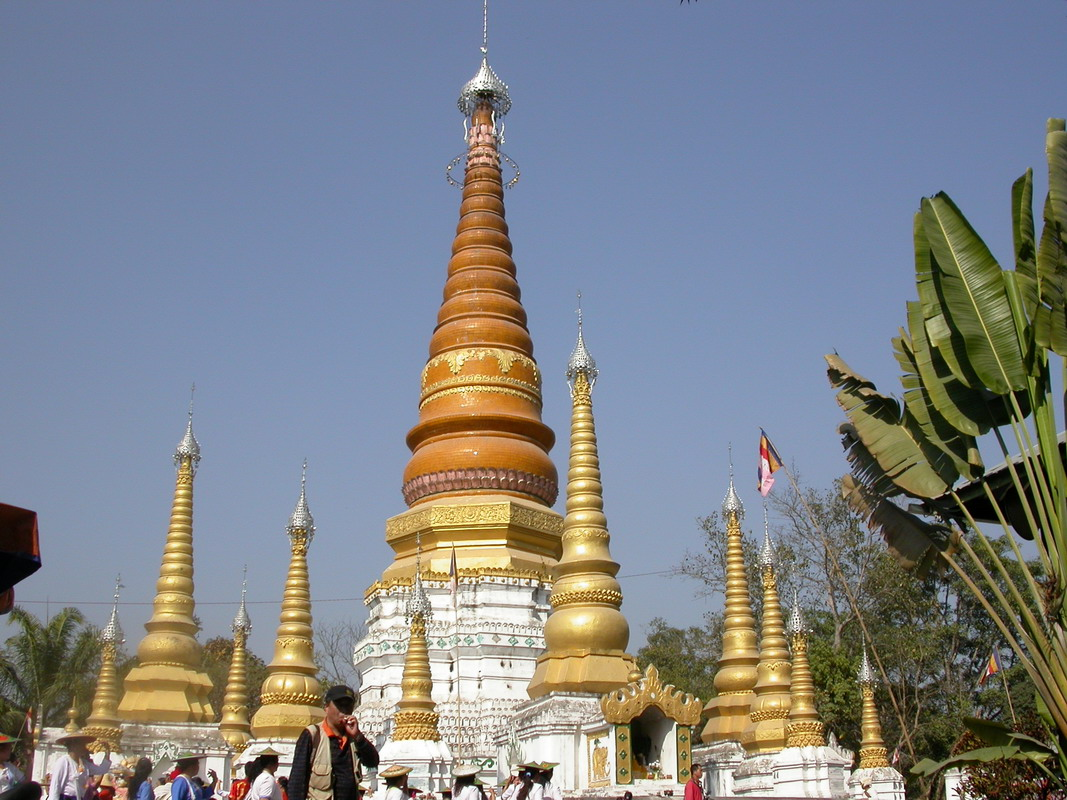
云南瑞丽的姐勒金塔

### 南亚
印度和尼泊尔交界是佛教的发祥地，佛教的创始人释迦牟尼的遗骨就在旧王舍城，在那里分配了佛祖的舍利，盛舍利的舍利瓶是一种葫芦形的罐，为盛放舍利而建的塔也就采用了这样的形式。塔出现后随着佛教的传播大量建造，早期的塔一般分成五个部分：台基（基座）、半球形的塔身、平头、塔伞、塔盖，相关的介绍可以见窣屠坡。现存的阿育王建的桑齐大塔可以一见这种风格的形制，这种形制建立了塔的基本形体和外观式样。后来印度的塔也在不断的发展，中世纪的时候印度建高塔成风，那时所建的佛罗伽耶大塔成为了金刚宝座式塔的前身。印度的塔表面的雕刻很是精细繁多，这一特点东南亚地区的得到更大限度的发扬。
尼泊尔紧邻印度和西藏，在历史上曾经长期是吐蕃王朝的藩属国，在文化上深受印度和吐蕃的影响，许多早期佛教遗迹就在尼印两国之间的边境线上，传说的阿育王所造的八万四千塔中有五座就在加德满都南部的帕但市。尼泊尔的建筑风格与印度北部以及中国西藏接近，早在公元100年时就开始建塔，多是砖石结构。
由于地理上的关系，南亚的塔建风格与西藏的塔建风格长期相互的影响，这主要体现在覆钵式塔上。在中国，覆钵式塔的原型在南北朝以前就已出现，但发展很慢，元代时由于藏传佛教的兴盛，尼泊尔工匠阿尼哥进京建塔，使中国覆钵式塔的建造得到提升。许多去过印度的高僧也带回了印度的塔建风格，其中金刚宝座塔的样式就是直接来自于印度，花塔也受到印度高塔雕刻甚多的影响。

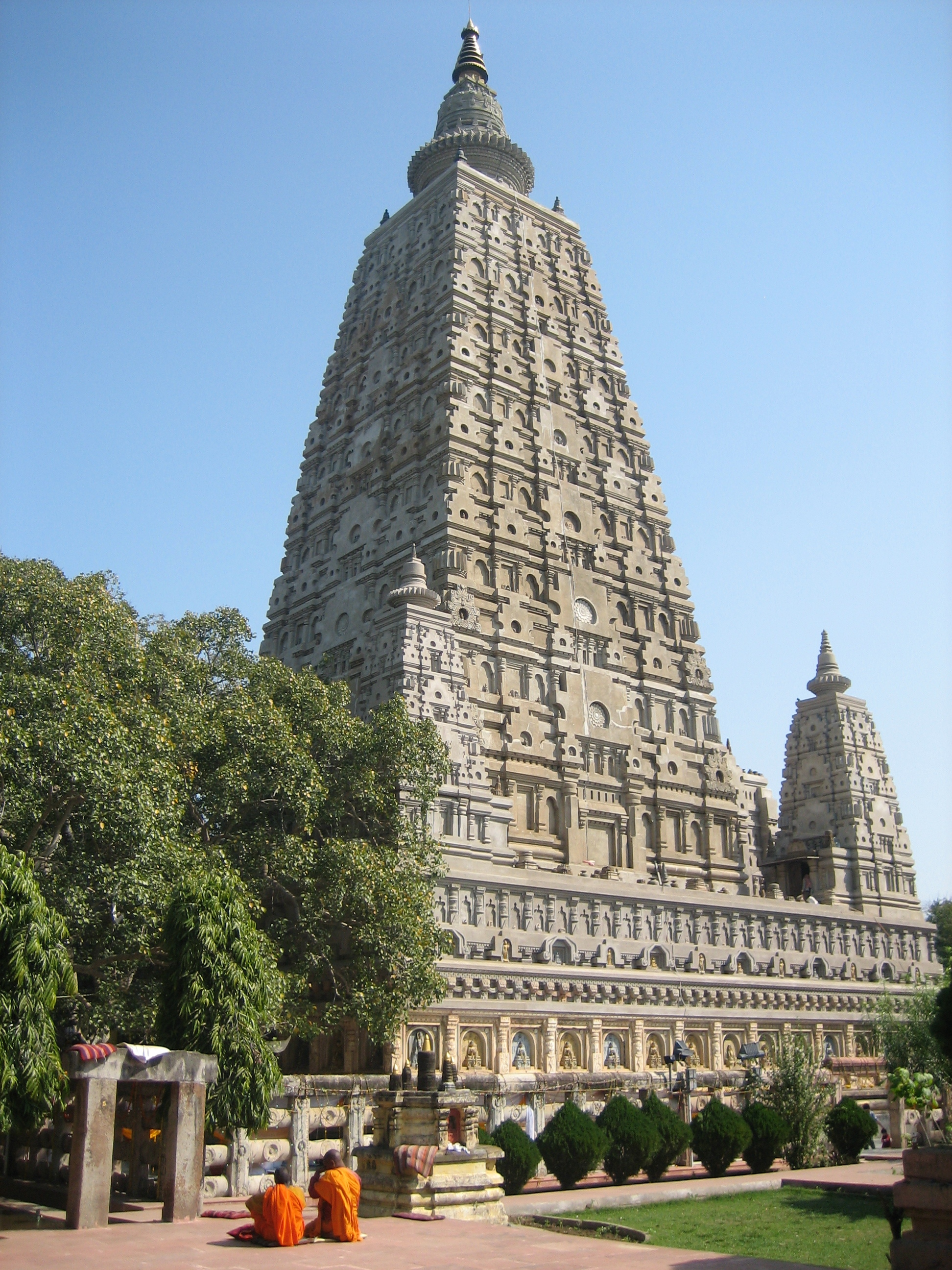
印度马哈菩提金刚宝座塔
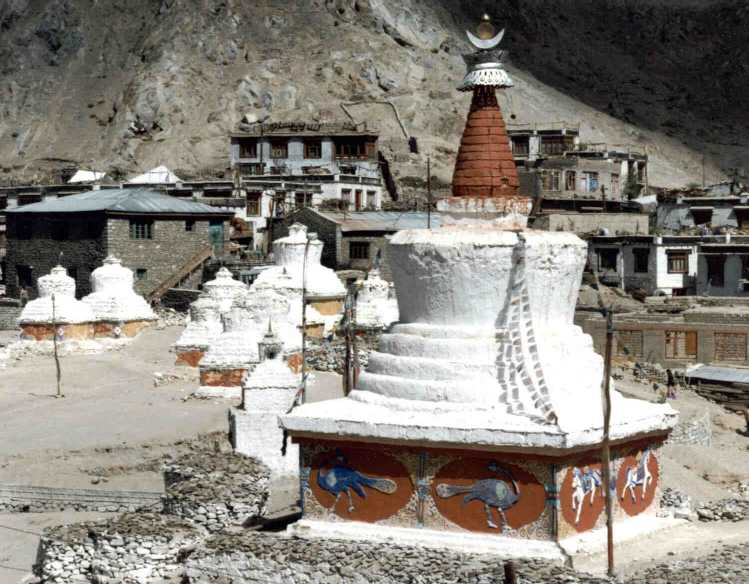
拉达克地区，印度
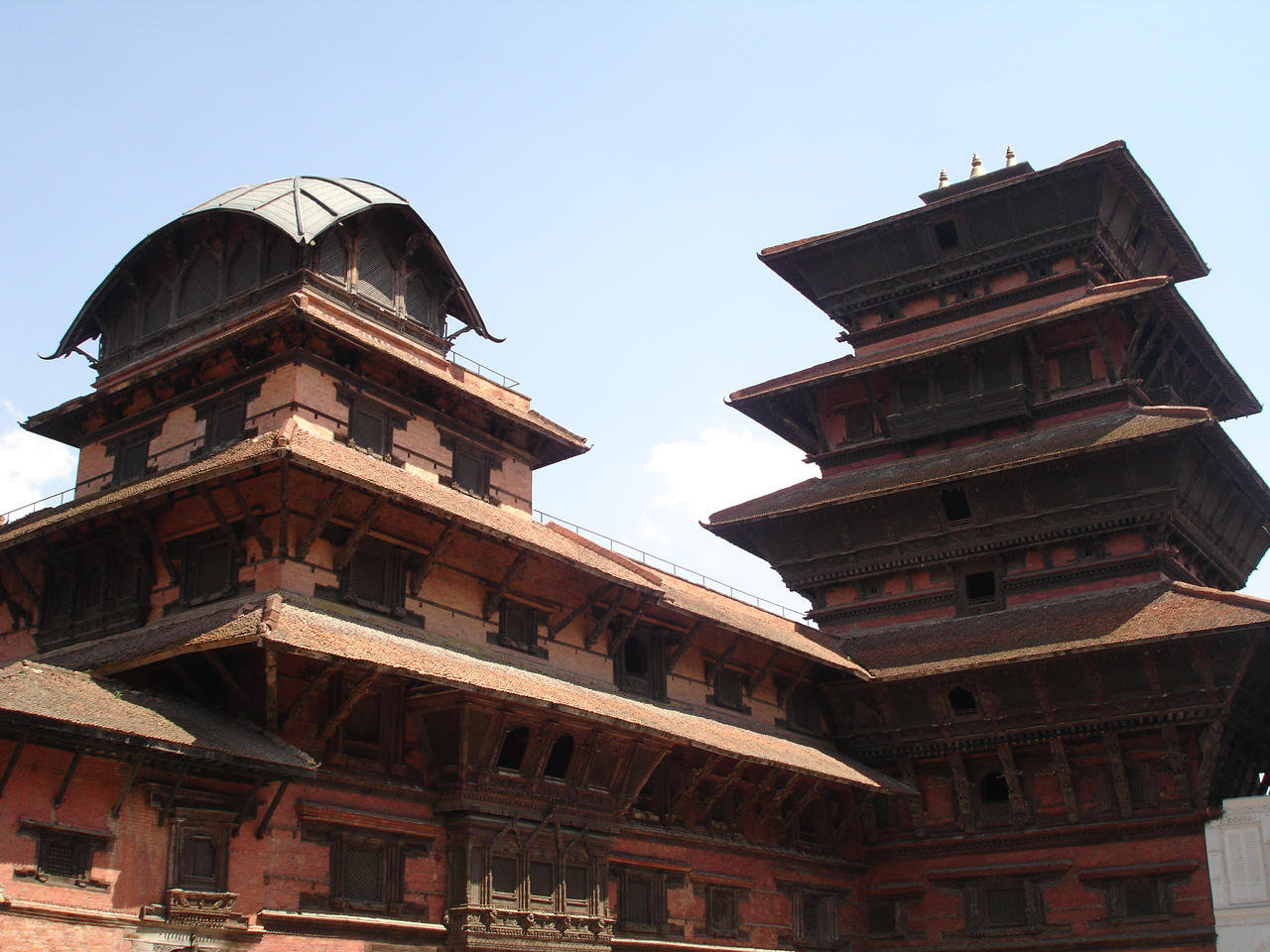
加德滿都皇宮廣場的塔
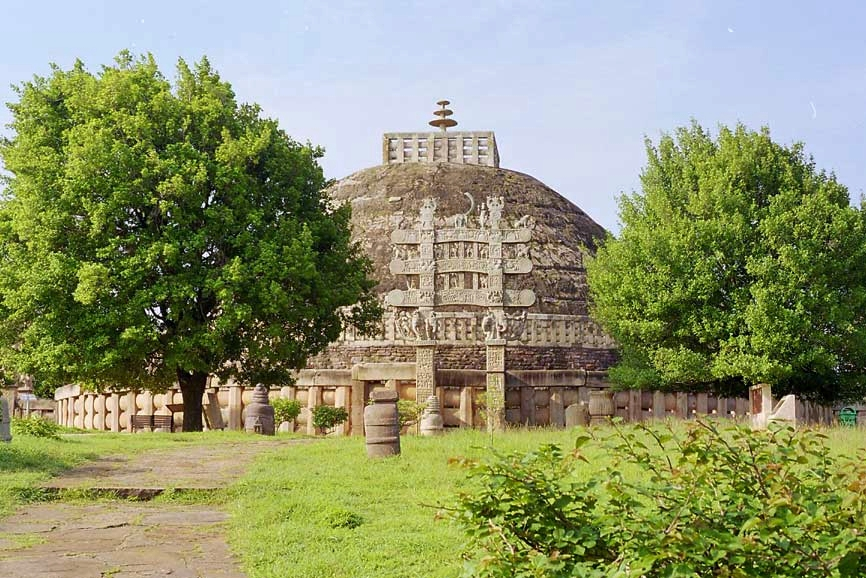
桑奇大塔

## 延伸阅读
[在维基数据编辑]
 《欽定古今圖書集成·博物彙編·神異典·塔部》，出自陈梦雷《古今圖書集成》